# Разград
 Тази статия е за град Разград.  За едноименното село вижте Разград (село).  
Вижте пояснителната страница за други значения на Разград.
Ра̀зград е град, разположен в Североизточна България. Той е административен център на община Разград, област Разград. Разположен е в южната част на историко-географска област Лудогорие. Според последното преоброяване на НСИ към 31.12.2019 година Разград е 29-ият по големина град с население 30 173 жители. По данни на ГРАО към 15 юни 2024 г. в града живеят 32 391 души по настоящ адрес и 40 319 души по постоянен адрес.

## География

### Местоположение
Град Разград е разположен в долината на река Бели Лом, в историко-географската област Лудогорие. Намира се на 65 km югоизточно от Русе, на 35 km северно от Търговище, на 50 км северозападно от Шумен, на 332 km от столицата София, на 321 km от Пловдив, на 128 km северозападно от Варна и на 176 km от Бургас. Международния европейски път Е70 го свързва с близките пристанищни градове Русе и Варна. На около 7 km от град Разград е разположена жп линията Русе – Варна.

### Админстративно деление
Кварталите в град Разград са: Абритус, Васил Левски, Лудогорие, Бели Лом, Освобождение, Възраждане, Варош, Стефан Караджа, Орел, Житница и Западна промишлена зона.

### Релеф
Разград се намира в западната част на Лудогорието, което е част от Дунавската хълмиста равнина. Платото е изградено от варовици и мергели, върху тях е наложен льос. Почвите са черноземни, лесивирани и файоземни (черноземни с ниска киселинност). Районът в миналато е бил покрит от обширни широколистни гори съставени главно от летен дъб, зимен благун, ясен и цер.

### Климат
Община Разград се отнася към районите с умереноконтинентален климат със сравнително неголеми температурни разлики през годината (от -12 до -10 градуса през зимните месеци и от +30 до +35 градуса през летните) и нормално количество на атмосферните валежи (620 – 660 л/кв. м).
| Климатични данни за Разград (2000 – 2014) | Климатични данни за Разград (2000 – 2014) | Климатични данни за Разград (2000 – 2014) | Климатични данни за Разград (2000 – 2014) | Климатични данни за Разград (2000 – 2014) | Климатични данни за Разград (2000 – 2014) | Климатични данни за Разград (2000 – 2014) | Климатични данни за Разград (2000 – 2014) | Климатични данни за Разград (2000 – 2014) | Климатични данни за Разград (2000 – 2014) | Климатични данни за Разград (2000 – 2014) | Климатични данни за Разград (2000 – 2014) | Климатични данни за Разград (2000 – 2014) | Климатични данни за Разград (2000 – 2014) |
| Месеци                                    | яну.                                      | фев.                                      | март                                      | апр.                                      | май                                       | юни                                       | юли                                       | авг.                                      | сеп.                                      | окт.                                      | ное.                                      | дек.                                      | Годишно                                   |
| Средни максимални температури (°C)        | 4,0                                       | 6,2                                       | 11,7                                      | 16,8                                      | 22,5                                      | 26,0                                      | 28,7                                      | 28,9                                      | 23,8                                      | 17,7                                      | 11,9                                      | 5,1                                       | 17,0                                      |
| Средни температури (°C)                   | 0,5                                       | 1,6                                       | 6,9                                       | 11,6                                      | 17,1                                      | 20,7                                      | 23,1                                      | 23,2                                      | 18,5                                      | 13,1                                      | 8,1                                       | 1,7                                       | 12,2                                      |
| Средни минимални температури (°C)         | −3,1                                      | −1,8                                      | 2,1                                       | 6,5                                       | 11,6                                      | 15,1                                      | 17,5                                      | 17,5                                      | 13,2                                      | 8,5                                       | 4,2                                       | −1,6                                      | 7,5                                       |
| Средни месечни валежи (mm)                | 42                                        | 37                                        | 35                                        | 50                                        | 58                                        | 67                                        | 42                                        | 31                                        | 31                                        | 50                                        | 63                                        | 49                                        | 560                                       |
| ----------------------------------------- | ----------------------------------------- | ----------------------------------------- | ----------------------------------------- | ----------------------------------------- | ----------------------------------------- | ----------------------------------------- | ----------------------------------------- | ----------------------------------------- | ----------------------------------------- | ----------------------------------------- | ----------------------------------------- | ----------------------------------------- | ----------------------------------------- |
| Източник: Stringmeteo.com                 |                                           |                                           |                                           |                                           |                                           |                                           |                                           |                                           |                                           |                                           |                                           |                                           |                                           |

### Води в Разград
Бели Лом е река в Северна България, област Разград общини Лозница и Разград и област Русе – общини Ветово и Иваново, десен приток на река Русенски Лом. Дължината ѝ е 147 км, която ѝ отрежда 15-о място сред реките в България. Река Бели Лом се приема за начало на река Русенски Лом. Река Бели Лом води началото си от извор чешма „Даачешме“ (на 404 м н.в.), разположена на 500 м западно от село Островче, община Разград в Разградските височини. До язовир „Бели Лом“ при село Крояч тече на изток-югоизток, а след изтичането от язовира рязко завива на северозапад. Преминава през центъра на град Разград и в това направление достига до град Сеново. От извора до село Дряновец протича в широка долина, а след селото долината на реката става каньоновидна със скалисти склонове, изградени от апстки варовици и със стотици меандри. На 3,2 км източно от село Иваново, на 47 м н.в. се слива с идващата отляво река Черни Лом и двете заедно дават началото на река Русенски Лом.

## История преди създаването на Разград
Доказано е, че Разград е с относителен топографски континуитет – т.е. в неговия ареал е имало живот от най-дълбока древност, но с известни прекъсвания и премествания.

### Старокаменна епоха
В България старокаменните находища започват от средния палеолит – от 120 000 г. пр. н. е. до 42 000 г. пр. н. е. Оръдията са от камък и кремък за основна дейност на праисторическите хора, която е лов. Появяват се копия с каменни върхове, първите религиозни вярвания и погребални обичаи. Най-ранните артефакти, открити в района на Разград са кремъчните пластини от местностите Чуката край Разград и Друма до село Осенец. Датирани са от 18000 – 15000 хил. пр. н. е. (т.е. от късния палеолит) – най-ранно присъствие на праисторически ловци в региона.

### Новокаменна епоха
Новокаменната епоха обхваща времето от появата на земеделието до откриването на медта. Неолитът се дели на ранен и късен. Новокаменната епоха се свързва с група специфични поведенчески и културни характеристики, включващи отглеждането на културни растения и използването на питомни животни, което е наречено неолитна революция. От 10 000 до 8000 г. пр. н. е. дейностите са ограничени до отглеждане на прости земеделски култури (диви и питомни) и до отглеждането на кози и овце, но към 7000 г. пр. н. е. включват и домашни животни (крави, прасета), постоянни и наколни селища, грънчарство. Развитието на тези умения не е еднородно и се различава в различните региони.
Неолитни находки край Разград са каменна брадва (6000 – 5000 г. пр. н. е.) и амулет от нефрит (5700 – 5500 г. пр. н. е.). В Хисарлъшката селищна могила край Разград и в селищната могила и некропола край с. Радинград са намерени находки от късния енеолит, 4000 до 2000 хил. пр.н.е.: кремъчни сечива, метални оръдия на труда, керамични съдове, култова пластика, накити от мидени черупки от средиземноморската мида „спондилус“.

### Каменно-медна епоха
Каменно – медната епоха (енеолит или халколит) обхваща периода 6000 – 2000 г. пр. н. е. Енеолитът се дели на ранен от 6 – 5 хил. г. пр. н. е., среден – 4500 – 4000 г. пр. н. е. и късен – 4000 – 2000 г. пр. н. е. Възможно е на Хисарлъшката селищна могила край Разград да са поставени основите на ранно земеделско селище. То, с известни прекъсвания, може да е съществувало през цялата каменно-медна и бронзово – желязна епохи.

### Бронзова епоха
Обхваща 3000 г. пр. н. е. до 2000 хил. г. пр. н. е. Оръдията на труда са от мед и бронз. Медта е позната в Европа от III хил. пр. н. е. Бронзът се получава, когато към медта се прибавя калай. Тогава животновъдството става самостоятелен отрасъл. Бронзовата епоха е слабо проучена в България, макар че има доста находки от
селищните могили при селата Езеро (Сливенско), Юнаците (Пазарджишко) и платото над Девня. Периодизацията на бронзовата епоха е (1) ранна – 3000 – 2100 пр. н. е., (2) средна – 2100 –1650 пр. н. е. и (3) късна. – 1650 – 1200 г. пр. н. е. С бронзови накрайници на дървените рала започнала да се обработва земята. С бронзови оръжия – стрели, копия, мечове, войната започнала да изглежда лесно занятие. В съперничеството за злато, земи и власт племената враждували и често воювали помежду си. Така войната станала част от човешкото ежедневие. Тогава е имало и голяма миграция на населението. Траките са носители на късната бронзова епоха по нашите земи. Това важи и за тракийското селище под развалините на Абритус.
Под римското селище Абритус е открит пласт, наситен с фрагменти от керамични съдове, работени на ръка от късната бронзова епоха (15 – 11 в. пр. н. е.).

### Желязна епоха
Желязната епоха зависи от региона, в който се появява. В Югоизточна Европа и Централна започва през XII в. пр. н. е., а в Северна Европа – през VI в. пр. н. е. През желязната епоха траките вече са трайно настанени в нашите земи, включително и до съвременния Разград. От това време на селищната могила до Разград са намерени и два кимерийски гроба от VII в. пр. н. е. Сега се знае, че кимерийците са населявали областта някъде между Иран, Анадола и Грузия, а след това са се прехвърлили на северното Черноморие в Крим и стават известни като таври.

## Римско – византийски период
През Античността в района на днешния Разград се намира град Абритус, който се формира върху неизвестно по име слабо укрепено тракийско селище, съществувало от V век пр. н. е. През I век то е част от Одриското царство, като е възможно по времето на Реметалк II да е център на стратегия Рюзика. В тракийското селище изглежда е имало храм на Аполон, който е продължил да съществува и през римския период.
Ранен римски землищно-дървен лагер е установен от римска кохорта ок. 78 г. сл. н. е. до Хисарлъка на изток от сегашните крепостни стени (построени по-късно).  Това е времето на управление на император Веспасиан (69 – 79 г. сл. н. е.). Голяма част от времето на Веспасиан между 71 и 79 г. е мистерия. Историците съобщават, че императорът е разпоредил изграждането на няколко сгради в Рим. Освен това той оцелява след няколко конспирации срещу него. Факт е обаче, че картите показват стабилно владение на Горна и Долна Мизия от Веспасиан. Според историческата логика на развитието на Римската империя, може да има версия, че Абритус е основан от император Траян (98 – 117 г. сл. н. е.). Ранното римско цивилно селище канаба (canabae legionis) до римския лагер е застроено от етноси, придружаващи помощните войски или кохорта, и е установено до Хисарлъка на югоизток от развалините на сегашната крепост (зад р. Бели Лом) в местността „Селището“ на площ от 70 ха. Това става през или в края на I в. или началото на II в. Селището със сатут на канаба е съществувало до IV век. Учените спорят, дали на това място е имало канаба или викус. При разкопки в него са открити монети, глинени тръби от водопровод, варовикова статуя на лъв, каменни тежести за тъкачен стан, фрагменти от битова керамика, глинени лампи. От иманярски набези се открояват основи от масивни обществени и жилищни сгради.
Канаба – терминът е използван за първи път в периода на Августовото управление за населените места на постоянни лагери в Германия. Първоначално канаби (canabae) се e наричало мястото, заселено от занаятчии, бакали, търговци на вино, кръчми, ветерани от войните, техните семейства и сводници. Постройките са били бараки и паянтови сгради, извън укрепените римски лагери. Тези поселения са на пресечната точка между цивилното население в провинцията или окупираната територия от кохорти или легиони. Правният статут на канабите е бил разнообразен. Те са имали независим живот в общността със собствена администрация на магистрати и служители. До канабите е имало малки населени места, наричани викус (vicus/uicus). Някои от тези населени места (канаби и викуси) продължавали своя живот и след основаване на заселена площ от легионите и е могло да се развият до пълноценни градове и регионални центрове. Канабите са били форма на урбанизация, цивилизация и инкултурация на завареното население.

### Римски кастел Абритус
Римски кастел Абритус (castellum – крепост, укрепление, прибежище на военна кохорта или легион) е създаден върху ранното тракийско селище на Хисарлъка към края на I в. или първата половина на II в. като част от фортификационата система по пътя от Сексагинта Приста (сега Русе) – Марцианополис – Месембрия – Деултум (Дебелт) – Адрианопол (сега Одрин). Покрай кастела са се пресичали и други два второстепенни римски пътя: Секстагинта Приста – Марцианопол – Одесос и Никополис ад Иструм – Марцианопол – Одесос. Най-ранният надпис (върху надгробен камък) за Абритус е датиран от 139 г. по времето на император Антоний Пий (138 – 161 г.). В него се упоменават римски граждани и заселници. Вторият надпис е на Юлий Крас, управител на провинция Долна Мизия за времето от 140 – 142 или 146 – 148 г. В надписа се споменава за строеж, направен от квартируващата тогава в Абритус помощна войска. От това време е и намереният варовиков жертвеник на Херкулес. До 1953 г. се е мислело, че Абритус се е намирал до крайното североизточно село Абрит в община Крушари, област Добрич. Всъщност там се е намирало тракийското селище и след това римска крепост Залдапа (в превод „Жълта вода“).
Откриването на Абритус е с разкопки от 1953 г. Върху запазени камъни от крепостната стена са намерени надписи с главна буква А. След това е намерен фрагмент от надпис Abr.... През 1980 г. в околностите му е намерена варовитова пътна милиарна колона, в която на латински език е написано, че тя отстои на 1 римска миля (1482 м.) от Абритус. Милиарната колона (колона след всяка хилядна крачка) е от времето на управление на император Филип I Араб (Цезар М. Юлий Филип Август) и сина му Цезар Филип – 245 – 247 г. Наименованието на града се среща в намерения варовиков жертвеник на Херкулес през 1954 г. от източния склон на Хисарлъка. Жертвеникът е датиран за времето между 139 и 161 г. Тогава на власт идва династията на Антонините. Император е Цезар Т. Елий Адриан Антоний Август Пий (Антоний Пий) 138 – 161 г.
Наименованието Абритус (Абритум) – преведено от латински означава следните неща: „прекъсвам, откъртвам, откъсвам, прекъсвам, отделям, нарушавам“ (от abrumpo) и „стръмен, стръмнина, откъснат“ (от abruptus). Така името „Абритус“ означава „прекъсната стръмнина“. Не е известно точно, кога в Абритус идва основната кохорта – Cohors II Lucensium (възможно е 113 г.). Тя е създадена в Панония при управлението на Веспасиан от 69 – 79 г. сл. н. е. Още в края на неговото управление (около 78 г. сл. н. е.) в Мизия е настанена именно тази Cohors II Lucensium – Кохорта II на лукензите (луцензите) – испански етнос с център сегашният град Луго в северозападна Испания, в автономна област Галисия. Този етнос дава първите войници при образуването на кохортата в Панония. След това вече в кохортата е имало войници и от друг произход – напр. тракийци. През 136 г. Кохорта II на лукензите е предислоцирана в Кабиле (Тракия). Името на кохортата се среща за първи път в днешните български земи във военна диплома от 7.01.78 г., открита в Монтана. От края на I – началото на II в. тя вече е на лагер в Абритус, което се разбира от надгробен надпис на латински език, изсечен в памет на Юлий Максим, конник от тази кохорта, открит в президия – крепост със стратегически значение. Към края на управлението на император Адриан (117 – 138) Кохорта II на лукензите е преместена в провинция Тракия. Префект на кохортата, стояща в Абритус за времето 128 – 136 г. е бил Публиус Гавиус Балбус. За периода от 86 г. (когато провинция Мизия е разделена на две – Горна и Долна) до Траяновите войни в провинция Долна Мизия (където попада и Абритус) стационират два легиона – V Македонски и I Италийски. Във вътрешността са разположени две помощни кохорти – в Монтана и Абритус. Има редположения, че през III в. в Абритус е била на позиции отделна кавалерийска част (numerus singurarium).

### Римски град Абритус
Преформирането на римския кастел в град Абритус (Abrittus, Abrittos, Abritos, Abritum), започва през началото на III в. Статус на град получавало това селище, което имало обществени здания, форум, езически храмове, правоъгълно застрояване, амфитеатър, театър, обществени бани, пазар, градски врати, водопровод, крепост и добри пътища. В Абритус водата се е докарвала по водопровод, а водоизточникът е бил на 7 км от града. За Абритус посочената структура се оформя напълно края на III в. с площ 15 хектара. Това се разбира от надгробен надпис, открит в Аквилея, Северна Италия. През ранновизантийския период от IV в. вече се споменава като утвърден град – civitas (град, община). През IV в. управлява династията на Константин – десет императора от 306 г. до 364 г. и династията на Валентиан и Теодосий – също десет императора от 364 до 394 г. Абритус запазва своята водеща роля в региона до края на III в.
Площта на всеки провинциален град според римския обичай се очертавала с „плуг“ (prata publica – букв. обществена ливада). Разораната следа показвала, къде ще бъдат градските стени, а за портите плугът се вдигал и земята оставала неразорана. Близо до града се поставяла грома (groma) – кота за показване ориентацията на двете главни линии или пътя запад – изток (decumanus maximus) и север – юг (cardo maximus). Успоредно на тези две главни линии (лимити), полето се разделяло на 20 или 40 акта (20 акта = 800 м.). Самите актове отново се разделяли от второстепенни лимити и земята се оказвала разпределена на участъци от по 200 югера (1 югер = 2,5 дка). Лимитите се наслагвали с камъни, което определяло второстепенните пътища. Tака градът получавал територия, отнета от покореното провинциално племе (в случая траките). Всяко селище, придобило правото на град получавало колониален устав (Lex koloniae), който изграждал административното устройство на града, обществената и религиозна система и предписвал управлението на неговото имущество. По времето, когато се правят разкопки на Абритус са разкрити сгради с обществено предназначение, перистилна сграда (с двор и колонади), магазини, жилища, хореум (житница, хамбар), металургична пещ и базилика.
Базиликата (ранохристиянският храм) е трикорабна с ориентация изток – запад. Има триделен притвор и реликвиар. Намерена е и празна мощехранителница, така че не се знае кой светец е бил покровител на града. Некрополите на Абритус са четири в различните посоки – север, изток, юг и запад. В некрополите като правило се откриват различни накити (гривни и медальони), стъклени съдове, керамични съдове, мъниста от различни материали – стъкло, кехлибар, ахат и тюркоаз, тракийски ножове тип махайра (извити), токи, обеци. В квадранти D3 и D2 на сбирката „Cartographica Neerlandica Topographical“, е една от картите на известния фламандски картограф Абрахам Ортелиус /Abraham Ortelius/ (1527 – 1598) – № 212 (DACIARVM, | MOESIARVM:|QVE, VETVS | DESCRIPTIO) – изображение на антична Дачия и Мизия от 1595 г. В нея селището е назовано „Abritum, quod Foroterebronium“. Буквалният превод означава „Абритум, това дето (е) Форум, пробит със свредел“.
Застрояване. Римляните харесвали всичко да бъде организирано и методично. Улиците са били положени в чисти, прави линии, като на шахматна дъска. В средата е имало голям площад, наречен форум. Във форума са били разположени статуи, паметници, храмове и базилика – сграда за граждански нужди от рода на съд и място за излагане на проблемите на града. В средата на форума се правела платформа, от която да се произнасят речи, предимно от длъжностни лица. Пазарът е място, където са излагани за продан най-различни стоки и селскостопанска продукция. В близост до пазара са били хлебопекарните, складовете за съхранение на зърно и стоки. Той е бил използван като място за пазара и за срещи. Къщите в града са били построени удобно, а предната им част е била използана в много случаи за магазин.. В някои къщи са имали тип „локално“ отопление, което се нарича „хипокауст“ – под пода на приземния етаж на къщата. Имало е сгради, наречени „insulae“. Те са били пригодени за живот на няколко семейства или са били над магазина. Тези „insulae“ често са били строени от дърво, което пораждало опасност от пожари при готвене и отопление с дърва. Много от гражданите предпочитали да си купят храна и вино от сергиите, наречени „thermopolium“. Масовите жилища като правило не са имали тоалетни, а са се ползвали обществените такива.
Укрепителната система на Абритус включва крепостна стена, 35 кули, 4 порти и 9 потерни. Имало е дълбок ров пред южната стена. Кулите са били по на три етажа и покрити с керемиди и вдлъбнати тухли. Смята се, че крепостната стена е строена или при император Домициан (284 – 305 г.), или при император Константин I Велики (306 – 337 г.) и неговият съуправител Лициний (308 – 324 г.). Има мнение, че е имало и по-стара стена от II век. Последно укрепване на Абритус се прави при Юстиниан I (527 – 565 г.). Той е управлявал 38 г. и историците разделят това време на три периода. Първият от 527 до 533 г. го утвърждава като владетел. Вторият е победоносен – от 533 до 540 г., когато побеждава вандалите в Северна Африка, присъединява италийските земи към империята, навлиза в Испания и Средиземно море става „римско езеро“. Дунавската граница обаче е слабо защитена, системно се напада от славяни и българи и ето защо Абритус е укрепван. В третия период от 540 г. до 565 г. Юстиниан I се е занимавал предимно с църковни въпроси.
Население на Абритус – римляни, ветерани от легионите, траки, гърци, преселници – търговци, занаятчии, собственици на земи и местни романизирани жители, които при лоялност и съответно богатство можели да се издигнат до едили със специален императорски рескрипт, либертини (освободени роби), заселените като федерати варвари. Федератите са били членове на привилегировани племена, които отбранявали Римската империя от други варвари. По-изявените граждани са били избирани за магистрати и жреци. В Абритус са се срещали хора с различни длъжности: beneficiaries (благодетелен граждани, ползващ привилегии), consularis (лице с ранг на консул, легат с консулски ранг с възраст за избиране на консул – 43 г.), duplicarius (лице получаващо двойно доволствие). Бенефициарият по времето на империята е войник, който служи във войсковите канцеларии със звание, съответстващо на сегашното подофицер. От III в., бенефициарият може да израстне в службата си до центурион (член на младшия команден състав в легиона). Във втората половина на III в. в Абритус е живеело обобщено два вида население – кастелани /castellani/ (обикновени жители на кастела) и цивеси /cives/ – римски граждани, които имали пълна правна защита от римското право. Цивеси се делели на две групи. Първата е била „с не най-добри правà“ /non optimo jure/ – с обикновените права да водят търговия („jus commercii“) и да се женят („jus connubii“). Втората група е „с най-доброто право“ (optimo jure) – с допълнителни права да гласуват („jus suffragiorum“) и бъдат избирани за съответната длъжност („jus honorum“). В 212 г. чрез Constitutio Antoniniana, император Каракала дава право на всички живеещи в Римската империя да бъдат с римско гражданство.
Административно местоположение на Абритус – в началото Абритус е принадлежал административно към провинция Долна Мизия. След това в края на III в. император Диоклециан (284 – 305 г.) разделя империята на 101 провинции. Тези провинции са обединени в 12 (по-късно 15 диоцези), а самите диоцези в 4 префектури – Ориенс, Мизия, Италия и Галия. Така Абритус е в префектура Ориенс, диоцез Тракия, провинция Втора Мизия с главен град Марцианопол (дн. Девня). Горна и Долна Мизия са били романизирани провинции с официален език латинския. Селищата в провинциите имали различни рангове.

### Ранновизантийски град Абритус
През IV в. Абритус става ранновизантийски и възможно гръкоезичен град (civitas – град) в Източната Римска империя (Империя или Царство на ромеите – Βασιλεία τ ω ν Ρωμαίων). Тази империя е наречена Византия много по-късно през XVII в. За водораздел на създаването Империята на ромеите се смятат годините 330 (при Константин Велики) или 395 при окончателното разделяне на империята от синовете на Теодосий I Велики, управлявал от 379 до 396 г. Някои автори смятат, че това практически е началото на Средновековието. Император на Изтока става Аркадий до 408 г., а на Запада – Хонорий до 423 г. Така Абритус затвърждава статута си на ранновизантийски град при Аркадий (395 – 408), при Теодосий II (408 –450) и при Маркиан (Марциан) (450 – 457 г.).
Провинциалният град в ранна Византия имал главна улица, около която са разположени портиците. Тази главна улица пресича площад с църква, баня, статуя на императора (евентуално). Около високия град (акропола) се събирали занаятчийските работилнички и търговските сгради. Съществувало и долен град, в който живеели останалите жители. Градът продължавал да се ръководи от градски съвет, съставен от по-първите граждани. Както бе посочено, Абритус преминава в Царството на ромеите (Византия) след 395 г. и е принадлежал към префектурата Изток, която е включвала Мизия, Тракия и византийски земи в Азия и Африка. Начело на префектурата стоял преториански префект. Всяка префектура е била разделена на 12 (по-късно 15 диоцеза), управлявани от викарии. Самите диоцези се разделяли на провинции, които първоначално са били 56. Управителите на провинции се наричали дукове. Отделните градове – крепости като Абритус се управлявали от парафилакси и кастрофилакси.
Forum Terebronii e неуточнено название на форума на Абритус и тържище извън стените на Абритус.

### Битката на Деций Траян с даките при Абритус
Известна е още като Битка при Forum Terebronii. През юли 251 г. край Абритус в сражение се срещат войските на готите и други присъдружни племена, начело с техния цар Книва и римският император Траян Деций. Всъщност, той се казва Император Цезар Гай Месий Квинт Траян Деций (Gaius Messius Quintus Traianus Decius) На власт е от 249 г. до 251 г. Другият консул заедно с него е Ветий Грат. Още като военачалник Траян Деций възстановява реда в Мизия и Панония и през юни 249 г. войниците го принуждават да приеме императорската порфира (багреница). През септември в битка край Верона, Деций побеждава дотогавашния император Юлий Север Филип II. Същият бива убит заедно със сина си. През 250 г. готите навлизат в Мизия. Те преминават Хемус (Стара планина) и обсаждат Филипопол (Пловдив). Траян Деций започва да ги преследва и ги побеждава при Никополис ад Иструм (край с. Гиген, Никополско). През 251 г. Деций се провъзгласява за Бог, а синовете му стават августи (божествени). Това става през май 251 г. Въпреки че е Бог, Деций загива в битка с готите край стените на Абритус (потъва в блато до р. Бели Лом, заедно със сина си Хероний Етруск – (Quintus Herennius Etruscus Messius Decius 227 – 251 г.), убит със стрела в лицето на 1 юли 251 г. – още в началото на битката. Баща му тогава възкникнал „Нека никой не скърби! Смъртта на един войник не е загуба за Републиката“. Други източници обаче посочват, че Херений Етруск загива заедно с баща си. Явно, Книва много добре е познавал местността около Абритус. Той строил войските си на три линии, като третата била зад блатото. Римска войска печелела на предните две линии, но била увлечена зад тях, където започнала да търпи поражение. Телата на Деций и сина му не са били открити в блатото (някъде преди сегашното с. Пороище). Lactantius (ок. 240 – ок. 320), християнски апологет, който много мразел Деций Траян описва смъртта му така: „Той внезапно бе заобиколен от варварите и убит, заедно с голяма част от войската му. Така не можеше да бъде удостоен с ритуалите на погребване. Беше съблечен и гол, лежеше, за да бъде изяден от диви зверове и птици, годни за края на враг на Бога“. Според византийския хронист и теолог Joannes Zonaras (XII в.) при победата на Книва е последвало огромно клане, което е едно от най-катастрофалните поражения за Рим. За император е бил провъзгласен Требониан Гал (Имп. Цезар Гай Вибий Требониан Гал Август II), който подписва унизителното примирие с готите. Предполага се, че Требониан Гал е предал Деций Траян в съглашателство с готите, тъй като не въвел войските си на помощ за императора. Вторият син на Деций – Гостилиан (Gaius Valens Hostilianus Messius Quintus 230? или 235 – 251) също е бил провъзгласен за император, но той бил младеж и скоро му помогнали услужливо да умре, макар че официалната версия била за смърт от чума. Между другото Траян Деций подложил на гонение християните, което продължило до смъртта му, за което именно Lactantius го е мразел много. Съпругата му Annia Cupressenia Herennia Etruscilla (249 – 253 г.) е била от сенатско семейство. Тя умира от чума в римския важен град Viminatium при гр. Пожаревац в Източна Сърбия. Там е мавзолят и на Гостилиан. Viminatium е наричан „Помпей на Балканите“. Унищожен е също от аварите две години преди Абритус – 584 г.

### Нападения над Абритус и разрушаване
Абритус понася много нападения, от които по-значими са следните:
- През 251 г. готите опустошават Абритус.
- След 251 г. почти ежегодни нападения от различни варварски племена.
- Опожаряване в края на IV в. при управлението на император Валентиниан II (375 – 392 г.) на Западната римска империя и император Флавий Валент (364 – 378 г.), който оглавява Източната римска империя. Разрухата на Абритус от 376 г. се причинява от вестготите, които нахлуват в Тракия и Мизия под натиска на хуните, които са ги изтласкали от южноруските степи. През 376 г. западните готи стават федерати в Мизия, но площта е малка за тях и те се разбунтуват. Именно тогава е пострадал Абритус, когато те се отправят към Марцианопол.
- В средата и края на V в. Абритус страда и от хунските нашествия. Тогава във Византия е на власт император Теодосий II. Начело на хуните по това време е Атила – „Бичът Божи“, след като убива брат си Влида през 444 г. Абритус става жертва на голямото хунско нашествие от 447 г., когато хуните стигат чак до Термопилите. Нападения над Абритус е имало и в края на управлението на император Зенон (474 – 491 г.).

Разрушаването на Абритус се извършва от аварите в края на VI век (вероятно 586 г.). Преценката на годината се прави по разрушението на Рациария, Ескус, Дуросторум, Марцианополис и Бонония. Тогава Абритус е разграбен, разрушен, опожарен и обезлюден. По това време на власт в Царството на ромеите уптавлява император Маврикий (582 – 602 г.). Той постига някакви успехи на изток във войната с персите, но не успява да се справи с положението по дунавската граница и набезите на аварите. Опитът му да забрани на легионите да се върнат в зимните си лагери и да останат на север от Дунав се оказва трагичен за Маврикий. Това коства и края на Абритус. Легионите вдигат въстание начело с Фока, който по-късно става император за времето от 601 до 610 г. През ноември 601 г. Маврикий се скрива в църква до Никомидия. Заловен е и заведен в Халкидон, където е убит заедно с петима от синовете си. След това е убита жена му и дъщерите му, защото участвали в заговор срещу Фока.
През 1971 г. край крепостната стена на Абритус е открито монетно съкровище от 835 златни монети, които тежат около 4 кг.

## Средновековен град
Хръзград  е име на спорно и енигматично селище от Втората българска държава до съвременния Разград. Среща се под имената Хръсград, Хризград. Намирало се е югоизточно (или югозападно, или западно) от сегашния съвременен град. Анани Явашев през 1930 г. поставя Хръзград в крепостта на Хисърлъка, т.е. където е бил Абритус и старата римска канаба до него. Йордан Заимов през 1956 г. смята, че Разград е съществувал през цялото наше средновековие, но не го локализира. Б. Недков през 1959 г. приема, че въпреки оскъдните сведения, Разград е средновековен български град, издигнат недалеч от развалините на античната крепост Абритус. Ст. Лишев през 1970 г. отбелязва Разград като селище, което е съществувало през XIII – XIV в. върху развалините на античния Абритус. Още през 1972 г. Хр. Гандев пише, че Разград бил занаятчийско средище от българското средновековие. Според него, то било разрушено от турците през XIV в. и наново заселено след 1490 г. Известно е, че Хр. Гандев е създател на т.нар. „катастрофическа теория“ за превземането на българската държава и последствията от него. Ето какво пише Хр. Гандев: „Друг средновековен град на югоизток от Тутракан е Разград. Но неговото име не се чете никъде в подробните и кратките описи като означение на селище или административна област, в какъвто вариант и да търсим името – Разград, Хразград, Хезарград или Хръзград. А при това имената на съседните градове или по-малки укрепени пунктове, които оглавявали все още административни райони, се споменават по разни поводи в описите, например Провадийската крепост, бившата крепост и селище Гериловец (Преславско), Шумен, Чернови (т.е. град и крепост Червен) и други. Още по-показателен е фактът, че една мезра „Добра вода или Хасанлар“, намираща се непосредствено до Разград, е причислена към вилаета (нахията) Чернови, без да става дума за Разград. Отчетните облагателни ведомости, очертават съвсем ясно Североизточна България с вилаетите и нахиите, носещи имената на съответните градски средища, отново Чернови, Провадия, Шумен, Герилово и пр. От горното личи, че Разград докъм 1490 г. не е съществувал, поне като отбелязване. Средновековният град, наследил древния Абритус сигурно е живял като важно занаятчийско средище до превземането и разрушаването му от турците. Археологическите сондажи в средновековното градище и находките свидетелстват с абсолютна сигурност за това. За гибелта на Разград напомня и мезрата Добра вода до града – едно опустошено и обезлюдено село. Следователно и жителите на средновековния Разград изчезнали. А в течение на XV век, изглежда, не са били налице условия за възстановяване на града. Едва през XVI век той бива заселен отново и се оживява, но вече с числено преобладаване на мюсюлмани“ (Българската народност през XV век, Демографско и етнографско изследване, второ издание, С., 1989). Пишейки тези глупости, Ст. Лишев и Хр. Гандев не вземат под внимание, че първото българско средновековно селище до Разград е било разрушено през XI в. Б. Цветкова в Enciclopedia of Islam от 1965 г. приема, че сведенията за Хръзград са твърде оскъдни и неясни, но допуска градът да е превзет от османските турци през 1388 г. от войските на Али паша. Според документа за опис на вакъфите, който е от 1573 г. Разград е наречен Йенидже, Хезарград и джедид (нов Хезарград) и Каяджик. Щом има нов Хезарград, то има и стар. А старият е средновековният. Това е логиката, но историята и логиката са различни неща. Варненският историк Ара Маргос (1924 – 1990 г.) твърди, че населението от първото българско средновековно селище върху и до Абритус се изселило на мястото на днешния Разград. Селището запазило името си, независимо че нямало вече крепостни стени. Без такива стени, Хръзград не е играл някаква съществена роля по време на похода на Али паша от 1388 г. За Ара Маргос името Каяджик (Mалки скали) е дадено на Хръзград от османските завоеватели. За отбелязаните в документа от 1573 г. имена се твърди, че жителите на Каяджик са само българи. В по-късни документи името Каяджик вече не се среща, защото се наложило името Хезарград. Пак Ара Маргос посочва, че първоначално Хръзград се е намирал в южната висока част на сегашния град – Добровската махала и Башбунарската махала, защото там има скали и са се ползвали кариери за камък. Освен това населението там е били кореняшко капанско. В споменатите махали са били намерени археологични материали, датирани от XIII – XIV в. Това са архитектурни розетки от външна украса на черкви, глинени грънчарски столчета, колективна находка на монети от Иван Александър и сина му Михаил Асен. Никой не знае, къде са те сега, но сигурно са откраднати, което е типично за неконтролираната археология.
През Втората българска държава селището до съвременния Разград се среща под имената Хръсград, Хръзград, Хризград. Намирало се е югоизточно (или югозападно) от сегашния град. Първата хипотеза за това название е, че носи отражение от прабългарското и славянско божество Хърс. Това божество при прабългарите е с иранско потекло, означава слънце, сияние, град е дума също от ираноперсийски произход и със значение на голямо селище. Второто предположение е, че в средновековните карти на арабския географ Ал Идриси (1100 – 1165) на мястото близо до Разград е посочено населено място с името Игризинус. Ал Идриси пише „Книга за търсещия да преброди страните“ от 1154 г., по-известна като „География“. В неговите карти имената на селищата (ойконимите) са силно арабизирани. Хипотезите тук са две. Първата е, че Игризинус може да е арабизирана форма на ойконима Абритус по силата на историческата традиция за местоположението му. Другата (повече в сферата на въображението) е, че се касае за арабизирана форма на име на възобновилото се селище по време на византийското владичество Хризград или Хръзград, защото е запазено определящото „из“. След падането на Хръзград (Keresdavicha, тогава в рамките на Иван Шишманова България) под османско владичество през 1388 г., когато Джандарлъ Али Паша предприема наказателна акция с 30-хилядна армия, градът започва да се споменава под имената:
- Хезарград
- Херазград
- Хасград
- Четехезар
- Красград
- Аранград
- Азарград
- Хразград
- Храсград
- Крозград
- Хиразград

Думата „хезар“ е с ирански (персийски) произход и означава хиляда (хиляди шатри на войската). Първите заселници след падането на Разград са тюркски номади от Иран и Азербайджан, които е възможно да са дали името му, тъй като той е заселен на два – три километра от средновековното селище. Възможна е и версията, че думата „хезар“ да идва от „хисар“, което е арабска и турска дума за крепост (укрепление). Третата версия е името Хезарград да е турцизирана форма на Хръзград (Хризград). Хръзград обаче е отбелязван само на съвременни карти за ползване от ученици в обучението по История. Тези учебни карти отразяват това име последователно от 1246 г. до края на XIII в., от 1330 до 1331, от 1336 до падането под османска власт, но те са схематични и дават само общи елементарни представи. Няма намерена тогавашна карта, на която да е отбелязан Хръзград.

## В границите на Османската империя
Разград се оформя като малък град след 1450 г. През годините на османското владичество градът сменя често своя статут – нахия, кааза, вилает, санджак. Градът е страдал от редица бедствия – чума, опожарявания, наводнения. Късносредновековно землено укрепление Хезар (Хасар) съществува до 1795 г., когато се използва за отблъскване на вилнеещите кърджалийски банди. Състои се от ров и вал с дървена палисада. Карел Шкорпил пише за въпросното съоръжение през 1914 г.: 
| „ | Около Разград се намират следи от окопово укрепление; това укрепление личи до североизточния край на града, край новата градска градина; на руската щабна карта погрешно е обозначен като ред могилки; подобно личи над южната махала на града | “ |

За това укрепление споменава и пътешественикът W. Wittman в „Reise nach der Turkei etc“: 
| „ | В размирните времена на Осман Пазвантоглу градът е бил ограден с глинести зидове и колове (палисада), като за съобщение са служили само две врати. | “ |

Описан е точно и от Анани Явашов: 
| „ | Някой си Хасан ефенди, едновременик на Пазвантоглу във Видин, е окопал с вал целия град. Валът е представлявал един правоъгълен четириъгълник и се простирал на север от х. Костовата чешма, през Кара боклук, до Ваковската воденица – сегашната кладница; на изток от х. Костовата чешма покрай х. Павли до близката воденица – старата салхана, на юг от Башбунарската махала, покрай самите лозя Хендам до Доброшката махала; на запад валът не личи и не се знае дали градът от тази страна е бил обкопан. | “ |

В днешно време от укреплението не са останали видими следи.

### Население през XVI - XIX век

#### Османски източници
Дефтерът от 1550 г. сочи за Хезарград, че в него има 199 мюсюлмански домакинства, от които 17% синове на Абдулах (т.е. приели исляма християни) и 60 неженени млади мюсюлмани. Някои мюсюлмански домакинства се отбелязват с корени от Караман в Анадола, днес град в Турция, разположен в северната част на планината Тавър, на около 100 км южно от град Кония).
Населението на Каяджик (Башбунар) към 1550 г. остава почти непроменено с 208 християнски домакинства, седем мюсюлмански домакинства и четири неженени млади мюсюлмани, но една част от него отива на равното в Хезарград и бива асимилирано; Доброва към 1550 г. удвоява населението си на 205 християнски домакинства, но има 17 мюсюлмански семейства, от които две са на абдулаховци; Арнауткьой през 1550 г. удвоява населението си. През 1565 в Разград живеят около 1000 души, в Шумен са 1100 души. Следващите данни на регистъра Kuydu Kadime № 559 (от 1579 – 1580 г.) сочат, че в Хезарград има 197 мюсюлмански домакинства и 42 неженени млади мюсюлмани, което прави по преценка на М. Киел 1200 – 1400 жители. В друга таблица този автор сочи 244 мюсюлмански домакинства. В града през 1580 г. има 47 имами, един мюезин и хора за поддръжка на комплекса Ибрахим паша. В също така недатиран дефтер от „средата на XVI век“, по податки вътре в текста вероятно между 1544 и 1561, отнасящ се за вакъфски и мюлкови имоти в Никополския санджак (ТИБИ, 3, 441 – 449), градът е наречен Йенидже, или Нов град, известен още катоHezargrad-i-Cedid (Новият град Хезарград). Вакъфът на Ибрахим паша, който е описан тук, е „новооснован“. В статията на Б. Цветкова „Hezargrad“ в EI 2 Б. се използва този непълен и повреден дефтер и се заключава от него, че целият Каяджък пънаръ е бил част от града. В много по-добре запазения дефтер 382 обаче селото е дадено отделно и е изцяло християнско. В дефтера Kuyudu Kadime (№ 559 от 1579/80) това и останалите села, които принадлежат на вакъфа на Ибрахим паша, също са дадени като отделни единици. Теорията, че Каяджък пънаръ е бил квартал на Разград (името на селото е унищожено в откъса, който Цветкова използва), води до идеята, че Разград е било смесено християнско българско и османотурско селище, докато запазените в цялост регистри го посочват като чисто турско. Откъсът на Цветкова е най-ранният от трите налични дефтера за Разград. Той дава броя на мюсюлманските домакинства като 83. TD 382 е вероятно 10 – 5 години по-късен с посочените там 166 домакинства. Според регистър TD 382, малко след 1542 г. новият град Хезарград наброявал 166 домакинства на мюсюлмани, главно турци, но 34 домакинства, или една шеста, били скорошни верообръщенци в исляма, най-вероятно българи. Тези мюсюлмани живеели в четири махали, назовани по техните джамии: „Ибрахим паша“, „Ахмед бей“, „Искендер бей“ и „Бехрам бей“. Няма нито един християнин. Споменатият регистър Kuyudu Kadime № 559 в Анкара на вакъфските имоти в санджака Никопол, датиращ от 987 (1579/80) г., споменава 197 домакинства в Разград, отново изключително мюсюлмански (27% новоприели исляма), и същите махали наред с новооснованата „Мехмед бей“. Според този регистър от 1579 – 1580 г. Каяджик (Башбунар) има 205 християнски домакинства и 2 мюсюлмански домакинства; Според този регистър от 1579 – 1580 г. Доброва има 305 християнски домакинства и 18 мюсюлмански домакинства.
През 1640 г. Петър Богдан Бакшич (1601 – 1674) в доклад на италиански до папата за състоянието на българските земи споменава, че в Разград (Аранград) има 150 домакинства на схизматици, т.е. православни християни ок. 800 души, 10 католици от Рагуза (Дубровник), 1700 християнски къщи в оброва, 1600 турски къщи с ок. 7000 души, 70 арменски къщи с около 460 души. През 1642 г. в Хезарград (в селището на равното място) има 45 християнски домакинства и 374 мюсюлмански домакинства; През 1642 г. в Каяджик пинаръ (Башбунар) има 122 християнски домакинства и 3 мюсюлмански домакинства; През 1642 г. в Доброва има 369 християнски домакинства и 20 мюсюлмански домакинства; В документ M.A.D. 282 от 1642 – 1643 г. „Varoş-I Hezargrad, nam-i diğer Kayacik pinari“ (Варош в Хезарград, с друго име Каяджик пинаръ) са показани също 122 християнски домакинства. Този регистър съобщава, че 17 семейства отишли да живеят в Хърсово, а 15 в село Сливе(к), сега в област Ловеч. Затова броят на християнските семейства в Каяджик намалява в сравнение с 1580 г. Всъщност през 1643 г. е и първото упоменаване на махалата Варуша в документ.
Според списък от 1645 г. за паричния данък джизие (за немюсюлмани) се вижда, че в османските махали на „градеца“ Хезарград (без българските Доброва и Башбунар), немюсюлманите са следния брой: В Искандер махала – 5 ханета (домакинства); в Касъм паша – 3 ханета; в Бехрам бей – 4 ханета; в Опака (?) – 2 ханета; в хаджи Ахмед – 6 ханета; вакъфска рая без постоянно местоживеене – 20 ханета. От заплащането на пълния или частичен размер на джизието са освобождавани немюсюлманите, участващи в османската армия или охраняващи проходите (войнуци, мартолоси, дервентджии), както и недъгави, немюсюлмански духовници, лица или групи, натоварени с по-особена служба в полза на централната власт, родители на деца, събирани за еничари.
През 1831 г. местният учител Христофор Никович оставя сведения за втората холерна пандемия, засегнала и Разград.
През 1856 г. джизието е заменено от военен данък:  бедел-и аскерие. Според списък от 1650 – 1651 г. се вижда, че за облагане с данък джизия в османските махали са следния брой ханета: в Искандер махала – 5 ханета; в Касъм паша – 3 ханета; в Бехрам бей – 4 ханета; в Опака – 2 ханета; в хаджи Ахмед – 6 ханета. М. Киел смята, че през средата на 17 в. (ок. 1650 г.) Хезарград е имал население между 2500 и 3000 души, Махалите („предградията“) Доброва и Каяджик пинаръ (Башбунар, Варуш) вече почти са се слели с Хезарград.

#### Западни източници

##### XVII век
През 1656 г. Петър Парчевич (1612 – 1674) става католически епископ на епископат с център Марцианопол (Девня). През същата година той дава сведения за Разград, че се състои от 1700 къщи, 4000 турци и е седалище на мюфтия. През 1659 г. Филип Станиславов (ок. 1608 – 1672), който живял известно време при брат си в Разград пише в послание до Рим, че дубровнишките търговци са 30 души в 5 къщи, турците са с 1700 къщи с 4000 души (повтаря П. Парчевич), а българите схизматици (православни християни) имат 100 къщи с ок. 300 души. И на Петър Богдан и на Филип Станиславов данните се смятат за не твърде достоверни. В посланието градът е наречен Hrazgrad civitas и се споменава още, че мюфтии като старейшини или техни (на турците – б.м.) епископи, които освен религиозните си нрави имат и правни и обществени. В списък за джезието от 1670 – 1671 г. явно е настъпила някаква колизия, защото се отбелязва, че всички ханета (домакинства) от османските махали са избягали. Това станало при султан Мехмед IV Авджи, който управлявал от 12.08.1648 до 6.11.1687. г. По времето, когато християните или от друго вероизповедание ханета избягали, имало война с Австрия и начало на война с Полша. През 1680 г. Хезарград имало 60 християнски домакинства и 515 мюсюлмански домакинства; През 1680 г. в Каяджик пинаръ имало 20 християнски семейства и 15 мюсюлмански домакинства; През 1680 г. в Доброва имало 190 християнски домакинства и 16 мюсюлмански домакинства.

##### XVIII век
За града свидетелства английския духовник Едмънд Чишъл, който преминава тук на 17 април 1702 г. по време на своето пътешествие през Османската империя. Той го описва като голям пазарен град, в който има седем джамии и дворец на пашата на Никополи. Карстен Нибур, посетил Разград през 1767 г. отбелязва, че в града живеят турци, българи, гърци и 50 – 60 арменци. Пратеничеството на М. Кутузов и В. Кочубей от 1793 г. намира, че Разград се състои от около 1000 къщи с много дюкяни.

##### XIX век
Според Ричард Уолш през 1822 г. в Разград има 3000 къщи в добро състояние, от които 2000 къщи са населени с турци. През 1814 г. за града свидетелства посетилият го офицер от военноинженерните войски на Френската империя капитан-инженер Франсоа-Даниел Томасен. Според френския източник в началото на XIX век Разград е малък град в долината, който е почти изцяло изгорен през скороприключилата Руско-турско война от руски войски, които отвеждат в плен жителите му.
В Encyclopädisches wörterbuch der wissenschaften, künste und gewerbe, том 17, стр. 434, от 1832 г., под редакцията на August Daniel Binzer (freiherr von) и Heinrich August Pierer, Разград е посочен с 8000 жители. През 1841 г. във вече цялостния Херазград (Разград) има 167 християнски домакинства и 1207 мюсюлмански домакинства. Вече не се споменават Варуша и Доброва като отделни махали, което показва пълната консолидация. Според Universal-Lexikon der Gegenwart und Vergangenheit, oder neuestes... от 1844 г., Разград има население 8000 души. В Die Europäische und asiatische Türkei, страница 38, F. W. Heidemann от 1854 г. Разград има 8000 жители. Според френският офицер Жул Ладимир, преминал през района по време на Кримската война, през 1855 в града живее главно мюсюлманско население и незначително християнско, като общият брой на градските жители е 15 000, а повечето българи живеят в околните села.
Според преброяване, извършено през 1865 г., във в. „Дунав“ за Разград се дават следните данни:
| Жители на града през 1865 година: | Жители на града през 1865 година: | Жители на града през 1865 година: | Жители на града през 1865 година: | Жители на града през 1865 година: | Жители на града през 1865 година: | Жители на града през 1865 година: | Имущество през 1865 година: | Имущество през 1865 година: | Имущество през 1865 година: | Имущество през 1865 година:           |
| --------------------------------- | --------------------------------- | --------------------------------- | --------------------------------- | --------------------------------- | --------------------------------- | --------------------------------- | --------------------------- | --------------------------- | --------------------------- | ------------------------------------- |
| Българи:                          | Турци:                            | Евреи:                            | Арменци:                          | Турски цигани:                    | Други цигани:                     | Общо население:                   | Общ брой имоти:             | От които къщи:              | От които дюгени:            | От които магазии (Складови помещения) |
| Мъже:                             | Мъже:                             | Мъже:                             | Мъже:                             | 309                               | 170                               | Общо население:                   | 3173                        | 1814                        | 558                         | 801                                   |
| 1380                              | 3400                              | 57                                | няма                              | 309                               | 170                               | 9993                              | 3173                        | 1814                        | 558                         | 801                                   |
| Жени:                             |                                   |                                   |                                   |                                   |                                   |                                   |                             |                             |                             |                                       |
| 1187                              | 3278                              | 22                                | няма                              |                                   |                                   |                                   |                             |                             |                             |                                       |

В Neues konversations-lexikon ein Wörterbuch des allgemeinen Wissens, том 13, от 1866, под редакцията на Hermann Julius Meyer, градът Rasgrad, Haßargrad, Hesargrad е с 10 000 жители. Населението на Разград през 1866 г. е възлизало на 9763 души. От тях турци са 6668, а българите 2567. Циганите са 379, а евреите 99. В Neues Konversations-Lexikon: e. Wörterbuch d. allgemeinen Wissens, том 13, страница 455, от 1872 г. Разград е посочен като град с 10 000 жители.
През 1873 в Разград имало 563 християнски домакинства и 1244 мюсюлмански домакинства. Според домашния календар „Летоструй“ на Янко Ковачев през 1874 г. в Разград живеели 5315 българи. През 1880 г. жителите са били 11 543. През 1881 се наброявали 11 567 жители, от тях 6412 души изповядват исляма, 4944 са православни християни, един е католик, 237 са изповядват юдаизма, 31 са с непоказано вероизповедание.

### Забележителности от XVI – XVIII век

#### Център на града
Градският център на Разград (Хезарград) от XVI – XVII в. до средата на XIX в. е включвал следните сгради и места:
- джамията „Ибрахим паша“
- двор на училищата (avluya);
- шадраван (павилионен тип чешма) пред джамията;
- едно горно училище (медресе);
- библиотека (kütüphane);
- читалня към библиотеката (okuma odası);Сграда от Османския период центъра на Разград първоначално училище (мектебе);
- баня (хамам);
- кервансарай с оловен покрив (Куршунлу хан от kurşun – олово);
- имарет (публична кухня) като част от вакъфския комплекс на Ибрахим паша – място, в което се раздава безплатна храна на бедни хора, поклонници, дервиши и други;
- тюрбе на улема до джамията Ибрахим паша;
- мост, построен в началото на XVII в. над р. Бели Лом – този, от който сега продължава ул. „В. Левски“;
- часовникова кула от 1764 г.
- конак (построен по-късно в средата на XIX в.).

Махалите в Разград към началото на 19 в. са били: Ибрахим паша махала, Касъм паша махала, Искендер бег махала, Нукки Един ага махала, Бехрам бей махала, Челеби Мустафа махала, Ел хадж Мухарем махала, Ахмед бей махала, Доброшката махала, Варуш махала.

#### Джамии
Старата джамия под основите на сегашната джамия Ибрахим паша е с датировка от края на XIV в. – средата на XV век. Тя е една от най-старите джамии по българските земи. Джамията Ибрахим паша е с начало на строежа от 1530 – 1535 г.
Ахмедбейовата джамия (на турски: Ahmet Bey Camii) е единственият действащ мюсюлмански храм в Разград. Построена е през 1542 г.
Бехрам бейовата джамия (Кърък джамиси) в Хезарград е построена според А. Явашов в 1498 г. Това не е вярно, защото тя се споменава в дефтер за първи път малко след 1542 г. в регистър TD 382 и след това през 1550 г. Намирала се е до чешмата „Ючкурналия“. Съборена е в началото на 60-те г. на ХХ в. Тази джамия е била твърде масивна, образно казано „набита“ и не много висока. Нейният покрив е бил оловен, а зидът ѝ също е бил скрепен с олово, което се вижда при разрушаването ѝ. Била е разположена в края на сегашната ул. „Арда“, в пресичането ѝ с ул. „Марица“. По времето на упоменаване на Бехрам бейовата джамия, велик везир е Дамат Рустем паша (1500 – 1561).
Искендер бейовата джамия (İskander Bey Camii (Hisar Cami) – Хисар или Табахна джамиси. Намирала се е на края на следосвобожденската и сегашна ул. „Св. св. Кирил и Методий“, на мястото на градинката и бившия хотел „Абритус“, който сега е окръжна следствена служба. Построена е ок. 1540 г. Споменава се за първи път малко след 1542 г. в регистър TD 382. Била е вакъфски имот и е имало медресе.
Акджамия (Бялата джамия) на улица „Станционна“, сега „В. Левски“. Тя е била съборена в началото на 60-те г. на ХХ в. На нейно място е построен бившият Партиен дом (сега 1-во ДКЦ) – срещу пощата. Джамията е била много близо до съвременния мост над река Бели Лом, чийто първи вариант е построен именно за връзка на тази джамия с централната градска част и така става част от нея. Джамията оформя и е продукт на първото заселване на т.нар. (по-късно) „турска махала“ в петоъгълник, оформен от улиците „В. Левски“, бул. „Бели лом“, ул. „Странджа“, ул. „Добруджа“ и ул. „Княз Борис“ и Мустафа Челеби джамия, която е построена от еничарина Мустафа Челеби към 1640 г. или малко по-рано. Една от махалите в Разград носи същото име. Към нея е принадлежала и Добровската (Доброшката) махала – Добро маалеси.
Хаджи Мюслюм Мехмедовата джамия (Сър пазар джамиси) се е намирала по стари мерки в посока на пътя за Башбунар. По-точно, тази джамия е била на мястото на бившата закусвалня „Славянка“, която сега е префасонирана в Райфайзен банк, намираща се на пресечката на ул. „Стефан Караджа“ с бул. „България“. Съборена е в началото на 60-те г. на ХХ в. Махалата „Мехмед бей“ се споменава в опис на вакъфските имоти в санджака Никопол, датиращ от 987 (1579/80) г. като новооснована. Това дава твърдото убеждение, че самата джамия Хаджи Мюслюм Мехмед е построена към 1579/80 г.
Късъм паша джамиси (без минаре) – след Освобождението е приспособена за болница (старата болница), но по-късно е съборена. Намирала се е близо до пресечката на сегашната ул. „Неофит Рилски“ със сегашната ул. „М. Дринов“. Тази улица води началото си зад Регионалната библиотека „Боян Пенев“ и краят и отива към ул. „Г. С. Раковски“.

#### Чифте баня
Построена през първата половина на XVII – малко след 1600 г. Тогава е най-голямата на Балканския полуостров. Носи името „Чифте баня“, защото е била с две отделения – за мъже и жени. Гьобек ташът (голям кръгъл камък, който е отопляван и върху който се упражняват теляците за хигиената на клиентите) в разградската баня до края на XIX в. е имал следи от римска мозайка (по годишния докалад за града, публикуван в общинския седмичник в. „Разград“ от 1894 г.), което показва, че е бил взет на времето от римска баня в Абритус. Разградският хамам обаче е имал и няколко други малки камъка около големия. Банята е съборена от разградските комунисти в края на 70-те г. на ХХ в.

#### Кервансарай
Казвал се е Куршунлу хан (поради оловния си покрив). Намирал се е пред джамията Ибрахим паша, където сега има паркинг. Бил е от типа еднопространствен – отворен. Такъв
го описва и Феликс Каниц. След Освобождението сградата е преустроена в първото кметство на Разград.

#### Часовникова кула
Първата часовникова кула е строена през първата половина на XVIII в. (някъде около 1734 г. или малко преди това). Кулата е била в готически стил. Запазената камбана с надпис 1731 г. е от гр. Оровице (Оравица), окръг Караш Северин в Банат, Югозападна Румъния. През периода 1727 – 1732 г. в Оравица се строи католическа църква, осветена през 1732 г. В периода 1738 – 1739 г. в Оравица настъпват османските турци и голямата част от населението избягва. Размирният период се характеризира с плячкосване на града и подпалване на храма, а свещеникът е бил убит заедно с няколко други местни жители. Тогава е взета и камбаната за разградския часовник, което показва, че той е бил построен в този период. Поради това че почва да се накланя, кулата е била обновена от майстор Тодор Тончев от тревненските колиби Дурча през 1864 г. След Освобождението този майстор е живял в с. Балкански. Часовниковата кула е висока до върха на кубето 26,15 м. Изградена е от варовикови блокове от кариерата Курудере до Разград. През 1932 г. е сменен циферблатът на градския часовник, който дотогава бил с турски цифри. Махнат е и полумесеца, който бил на върха на часовника. През 60-те години на XX в. е ремонтирана дървената надстройка – камбанарията. През есента на 1961 г. е сменен часовниковият механизъм.

#### Църкви
През 1640 г. Петър Богдан пише, че в Разград е имало две дървени църкви. За тях не се знае нищо. Предполага се, че едната е била арменска. В приписка на евангелие от украинския град Феодосия, написана от някой си Азария Чухаци през 1658 г. се казва, че то е подарено на арменската църква „Св. Богородица“ в Аръзхаду (Разград). В друга приписка, писана малко по-късно се сочи, че арменците в Разград имат свещеник и той се казва Парсам. Не се знае кога е построена старата вкопана каменна църква „Св. Никола“, която е била на мястото на сегашната църква. Тя също е бил без камбана. След сключване на Одринския мир през 1828 г. избягалите по-рано разградчани напускат Бабадаг и се завръщат в Разград, като намират родния си град в развалини. В града стърчали само турските джамии, а българската махала била съвсем разрушена и изгорена. Църквата „Св. Никола“ е била полуразрушена и осквернена. През 1830 г. започва възстановяването на града. Прииждат нови заселници от Балкана. Възстановява се и църквата „Св. Никола“ (не се знае дали се е казвала така преди тази година). В 1832 г. църковният храм е бил възобновен. Представлявала малка сграда, полувкопана в земята. На 10 октомври 1832 г. тя е била осветена от Търновския митрополит Иларион Критски (1765 – 1838). Сегашната църква „Св. Николай – Мирликийски чудотворец“ е открита през 1860 г. Майсторът, ръководил строежа, се казва х. Станчо Русенеца Данилов. Дърворезбата е от 1862 г. Направена е от Генчо Кънев. Големите икони са от 1863 г. Рисували са ги тревненският зограф Захарий Цаньов (Цанюв) и синът му Никола, Захари Цанюв по-рано зографисал русенската църква „Св. Георги“ и варненската „Св. Атанасий“.

## Възрожденски период и Освобождение
Революционен комитет в града по времето на Априлското въстание е основан от Ангел Кънчев. В тефтерчето на Васил Левски е записано: 
| „      | На 1872 иян[уари] 22 с припоръчка от Ц.К. изпраща са А[нгел] К[ънчев] за Разград и около да състави ч[астни] к[омитети]. Дават му са и печятни белети (разписки от Ц.К. с печята), който ще дава срещу дадините пари от ч[астните] к[омите]ти и от други чяс[т]ни лица. За в Ц.К. броят на разписките комитетски е от първий до осмий, а на чяс[т]ните – от първий до двадесятий. Дават му са и 3 печятни писма, два Бъл[гарски] гласа и две прокла[мации]. | “ |
| [ 11 ] | |   |

В периода от 1870 до 1872 г. Ангел Кънчев посещава няколко пъти града. Подготовка за комитет вече била започната от Сава Катрафилов, но А. Кънчев е бил длъжен да провери тази подготовка и да даде организирано начало. Той е отсядал в къщата на братя Христо и х. Павел Геранлиеви под прикритието на търговец за кожи, вълна и пашкули. През януари 1872 г. Кънчев за последен път посещава Разград. След като отсяда в дома на Геранлиеви, заедно с търговеца М. Цонзаров отиват в черковната стая до училището и канят Никола Икономов от Жеравна и Тодораки Иванов. Те от своя страна привличат някои верни младежи – Гани Чернев (1840 – 1922) и Бърни Бърнев (1844 – 1900). На следващия ден е свикано тайно събрание в дома на Чернев. Така се ражда тайният революционен комитет „Искра“ с председател Гани Чернев и заместник Бърни Бърнев. В комитета членуват Цонзаров, Димитър Мънзов и Сидер Константинович Грънчаров (Хайдут Сидер), който тогава е познат още само като търговец ракиджия. Разград получава по-късно революционното име „Мирослав“ (според Захари Стоянов). След неуспеха във възбуждането на въстание Гани Чернев бяга и през Русе отпътува за Триест, където живее до Освобождението.
Разград е известен още с четата на войводата Таньо Стоянов, осъществила бойни действия в района на Лудогорието. Градът е освободен от турско владичество по време на Руско-турската война (1877 – 1878). Привечер на 28 януари 1878 г. XXXV Пехотна дивизия (командвана от генерал-лейтенант Николай Баранов) от XIII Армейски корпус (генерал-лейтенант княз Александър Дондуков-Корсаков) влиза в града, без да срещне някаква силна съпротива. За освобождението е имало битка над Керемидчилийската махала, в която загиват много руски войници и 68 български поборници и опълченци.
След Освобождението Разград е окръжен град от 1881 до 1901 г. След това става околийски център, което забавя силно просперитета му.
Основните занимания на населението са земеделие, много са бъчварите и брашнарите, а също и хлебари, сладкари, манифактуристи, кожухари, книговезци, книжари, печатари, галантеристи, бояджии, бръснари, кожари, кафеджии, златари, търговци, сарафи (менители на пари), предприемачи, месари (касапи), мутафчии (знаятчии, изготвящи тъкани от козина), обущари (папукчии, кундурджии), дърводелци, тютюнопродавци, фабриканти на спиртни напитки и вино, шивачи, часовникари, абаджии, железари, банкери, адвокати, лекари, бакали, колбасари, аптекари, агенти на застрахователни дружества. Основни предприятия са били: дараци и чепкала, дъскорезници, ярмомелки, тепавици, фабрики за сода, лимонада и халва, мелници, фабрика за порцелан и др.

### Училища преди Освобождението от 1878 г.
Българско килийно училище – за него свидетелстват два надписа в камъни, зазидани в южната стена на църквата „Св. Никола“. Единият от тях, както е известно, е написан смесено с черковнославянски и гръцки букви: „Представи са от Враца даскал Михаил в лета 1667“. Другият надпис е от 1801 г. и по-скоро свидетелства, че хората могат да пишат „Илу, Рада близнаци, Радан, Рада, Никола Мана, Петър, Кумън, Йоци, Руца, вечна им памят“ (повечето имена са капански). Самото килийно училище се е намирало в северозападната част на църковния двор, по-скоро от една учебна стая, разположена в етаж над западната входна порта върху дървени колони (диреци) и зидове. Учители в килийните училища са били по принцип местните свещеници или специално спазарени за това килийни даскали. Престава да съществува с отварянето на мъжкото взаимното училище.
Българско мъжко взаимоучително училище – Разград малко закъснява в това начинание, но все пак мъжкото взаимно училище се разкрива през 1847 г. с помощта и учителстването на Никола Икономов – Жеравненеца (1820 – 1897). В началото при Н. Икономов има някаква симбиоза между килийното обучение и взаимоучителния метод, което се преодолява след 1850 г. Взаимното училище е с функции на начално училище и не бива да се подвеждаме от А. Явашов, който го нарича „основно“ в своята не твърде точна история на града.
Българско девическо взаимно училище – момичета започват да се приемат през 1849 г. Условно това е годината за разкриване на девическо взаимно (особно) училище в Разград. Така взаимното училище в града става смесено (учи се в една учебна стая) и сигурно децата са били разделени по пол по чиновете. Скоро след това учителка във взаимното училища става и жената на Никола Икономов – разградчанката (родена в Пороище) Станка Николица Спасо Еленина (1835 – 1920), която помага в обучението на момичетата.
Българско мъжко класно училище – инициаторът за класно училище е бил отново Н. Икономов. През септември 1859 г. той напуснал града и отишъл да се доучи (т.е. да повиши квалификацията си) в Одеса за 6 месеца. По въпроса за откриването на класното училище вече няма много спорове. По дописките от това време от 1861 и 1862 г. във в. „България“, изследователят на просветното дело в Разград и учител по история в механотехникума Христо Стойков доказва, че смесеното класно училище в града е открито през ноември 1860 г. Тогава за главен учител е повикан Димитър Русков (неизв. – 1864). Той е баща на ген. Радко Димитриев (1859 – 1918). Мъжкото разградско класно училище развива три класа (по сегашни измерения от пети до седми) до учебната 1867/68. От учебната 1868/69 г. класовете вече стават четири – от първи до четвърти (по сегашни измерения от пети до осми).
Девическо класно училище – разкрито е през 1866 г. Учителите са от мъжкото класно училище. Достига до три класа, което по сегашни мерки е от 5 до 7 класа.
Османски училища – имало е медресе (при джамията Ибрахим паша) и няколко мектебета (начални училища).

#### Читалището преди Освобождението
През есента на 1869 г. Д. В. Хранов започва да подготвя обществеността за основаване на читалището. Тази идея се взема присърце от редица граждани и особено от младежите. Така се събират известни средства. Намират се злонамерени „некаилници“, които успяват да спрат за известно време делото, но така или иначе през февруари 1870 г. читалището е официално открито с името „Съгласие“.

### Освобождението през 1878 г.
Освобождението на Разград настъпва през януари 1878 г. Тогава в Разград е пребивавал Александър Хр. Сапоолу – стар разградчанин и тежък търговец, Бил е важен приятел на последния каймакамин Кара Мюдюр, не само поради богатството си, но и поради връзките си с Цариград, където живеел влиятелният му брат Алекси Сапоолу. Поп Никола Димитров (бивш учител) и част от българското население се облекли в турски военни дрехи и се въоръжили с пушки от турските складове на ул. „Карабоклук“ (сега „Раковска“), за да пазят българската махала „Варуша“. Кара Мюдюр си траел и не взел мерки поради влиянието на Сапоолу. Призори на 4 / 16 януари 1878 г. (нов стил) по-голяма част от турското население, башибозуците, бежанците турци, турската полиция и каймакамина избягали. Така градът останал в безвластие. Българското население излязло и барикадирало подстъпите към Варуша с коли и бъчви. Тези, които имали пушки, отишли към табията, където показвали някакво присъствие черкезите. В лозята „Сейрян“ също имало башибозук. Започнал престрелка с черкезите и един от тях е бил ранен. Останалите избягали. Кара Мюдюр е избягал вече в Шумен, където се самоотравя. В настъпилото ничие време, няколко младежи (Руси Стоянов, Б. Раданов и др.) се преоблекли в турски дрехи и отишли на височините към с. Хасанлар при руските войски. По това време на 14 / 26 януари 1878 г. I руска дивизия на XIII руски корпус на руската армия е вече застанала пред Разград на височините при с. Хасанлар (Гецово). Младежите съобщили, че турски войски в Разград няма. Руски авангард обходил града от север и юг и привечер на 16 / 28 януари полковник Марков – началник щаб на 1-ва пехотна дивизия със своите войници проникнал в града откъм барутената фабрика, където сега е КАТ. На 17 / 29 януари 1878 г. 1-ва пехотна руска дивизия (командвана от ген. лейтенант Дмитрий Прохоров) или по други сведения 35 пехотна дивизия (под командването на ген. Баранов) от XIII корпус на Източния отряд под предводителството на княз Дондуков-Корсаков влиза в града, без да има някаква съпротива. Благодарното българско население с радост посреща офицерите и войниците. До 4 февруари 1878 г. Разград е под управление на руските военни власти. Тогава руският началник на управлението на града – офицерът Вл. Василиевич свикал по-известните граждани за избор на градски съвет. На 5 февруари 1878 г. става първото заседание на новоизбрания съвет. В протокол от същата дата се сочи, че предният ден за председател е назначен търговецът Георги. А. Попов (1833 – 1917). Другите лица в този първи български управителен орган на града след влизането на руските войски са:
- Кънчо Жеков – касиер;
- Иванчо Денюв – надзорник по търговията (баща на Коста Иванов – един от най-големите разградски бакали);
- Бърни Господинов Бърнев – надзорник по колите (впряговете);
- Иванчо Кънчов – надзорник на арестуваните;
- Тодораки (Тодур) Николов – надзорник за порядък, тишина и чистота;
- хаджи Иванчо Николов – помощник;
- Станю Велчев – помощник.

Спорът за това кой руски генерал освобождава Разград, не е приключен от историците. След войната ген. Дмитрий Дмитриевич Прохоров (1827 – 1881) продължава службата си в Руската армия. Присвоено му е званието „Почетен гражданин на Разград“. Умира скоропостижно на 15 декември 1881 г. Първи в града влиза споменатият полковник Михаил Иларионович Марков (02.09.1843 – 25.01.1893). Той е началник щаб на 1-ва пехотна дивизия от 17 януари 1878 г. до 27 май 1879 г. Полковник Михаил Марков е бил кадет в 1-ви кадетски корпус. Завършва през 1862 г. със звание корнет. След това званията му са: поручик (1863); поручик от гвардията (1866); щабсротмистър от гвардията (1869), преименувано звание на капитан от Генералния щаб; Продължава да учи и през 1871 г. завършва Николаевската академия на Генералния щаб. Става подполковник (1874), полковник (1877), генерал-майор (1891). Бил е женен с три деца. Завършва службата си като командир на 1-ви драгунски Московски полк (31.08.1881 – 10.02.1891), началник щаб на Кавказския армейски корпуса (10.02.1891 – 1897), командващ 8-а кавалерийска дивизия (1897 – 25 януари 1899). Умира в Санкт Петербург. Произхожда от стар руски дворянски род.

### След 9 септември 1944
В края на Втората световна война, на 8 септември 1944 г. в Разград влизат първите части на Червената армия, начело с генерал-лейтенант В. Т. Шлемин. През периода 1944 – 1989 г. градът е околийски, окръжен и областен център. По-важни промишлени предприятия от близкото минало са Завода за стъкло и порцелан „Дянко Стефанов“ (открит 1961 г., закрит 1998 г.), фармацевтичното предприятие „Антиботик“ (Пеницилиновия завод), открит през 1954 г., машиностроително предприятие (Завод за бутала и сегменти „Дружба“), открит през 1964 г., Завод за промишлена преработка на царевица (Царамил), Птицекланица („Лудогорско пиле“), открита през 1975 г. и др.

## Население

### Численост на населението
Численост на населението според преброяванията през годините:
- 1880 – 11 625 души
- 1887 – 11 752 души
- 1910 – 13 975 души

### Вероизповедание
Мнозинството от населението са православни християни. По данни от 2011 г., 24 701 души от населението на града са се обявили за българи, 5902 души – турци, а 288 души – цигани. От 51 095 души, живеещи в община Разград, 30 660 души са се обявили за българи, 14 296 – турци, а 1549 души – цигани.
В града има един православен храм „Свети Николай – Чудотворец“, според източници на мястото на сегашната църква, през 18 век се е намирала вкопана в земята стара църквица, с водещи надолу стъпала. По силата на отоманските закони клепало не се е биело. Сегашната църква „Св. Николай Мирликийски – Чудотворец“ е основана през 1858 година и осветена през 1860 година. Дърворезбата на иконостаса е от 1862 година и е дело на майстор Генчо Кънев. Големите икони от 1863 година са изографисани от иконописеца Захарий Цаньов. През 1875 година е донесена камбаната от митницата в Русе и закачена ниско, а камбанарията е построена по-късно.
Мюсюлмански храм е „Ибрахим паша джамия“, която не е действаща и е третата по големина на Балканите, изградена е през 1616 г., обявена е за паметник на културата, включена е в каталога на ЮНЕСКО. Действаща е джамията „Ахмед бей“.

## Политика

### Кмет
Денчо Бояджиев (БСП) спечелва изборите през 2019 г. на втория тур с 54,32 % от гласовете. 

### Общински съвет
Общинският съвет на община Разград се състои от 33 души. 
| Партия или сдружение | Партия или сдружение | 2015 | 2019 |
| -------------------- | --- | ---- | ---- |
|                      | ГЕРБ | 11   | 8    |
|                      | Местна коалиция „Демократична България-Обединение“ (Движение „Да, България“, ДСБ, Зелено движение) (СДС, Движение „България на гражданите“) |      | 6    |
|                      | БСП | 6    | 6    |
|                      | ДПС | 7    | 6    |
|                      | Земеделски народен съюз |      | 4    |
|                      | Местна коалиция „ВМРО - БНД“ (ВМРО-БНД, АБВ, МИР, Български социалдемократи)                                                                |      | 3    |
|                      | Реформаторски блок | 6    |      |
|                      | Кауза Разград | 2    |      |
|                      | БДЦ | 1    |      |
|                      | Общо | 33   | 33   |

### Побратимени градове
Разград е побратимен или партньорски град с:
- градски район Авджълар на Истанбул, Турция от 2000 г.
- Арма, Северна Ирландия от 1995 г.
- Асен, Нидерландия от 2006 г.
- Брънзуик, Охайо, САЩ от 1998 г.
- Витенберге, Германия от 2001 г.
- Дижон, Франция от 2007 г.
- Кълъраш, Румъния от 2007 г.
- Орел, Русия от 1968 г.
- Сомбатхей, Унгария от 1992 г.
- Познан, Полша от 2006 г. до 2007 г.
- Солун, Гърция от 2008 г.
- Шалон ан Шампан, Франция от 1975 г.
- Янджоу, Китай от 1975 г.

## Икономика и инфрастуктура

### Характеристика
Разград е наследник на римския град Абритус. В него основен поминък на населението са били земеделието, животновъдството и търговията. През Османската ера е занаятчийски център – ковачество, абаджийство, кожухарство, сапунджийство и др. Поддържа търговски връзки с Русе, Шумен, Варна, Дубровник и Брашов. За развитието му допринася изграждането на жп линията Русе – Каспичан – Варна. След Освобождението градът се развива бавно. Изграждат се малки фабрики за порцелан, цигли, маслобойни.
След Втората световна война Разград се развива като модерен град, в който голям принос има заводът за плоско стъкло, заводът за антибиотици, а от хранително-вкусовата промишленост – предприятията на млекопреработването, месопреработването, консервната и винарската промишленост.
Порцеланова промишленост изнася голяма част от продукцията си в чужбина. От машиностроенето е застъпено производството на бутала, резервни части. Градът е важен шосеен център – от града водят шосета за Русе, Силистра, Шумен, Варна и Търговище. Разград е и културен център – има театър и много средни и специални учебни заведения. В града са открити магазини от веригите на „Технополис“, „Техномаркет“, „Технорай“, „Кауфланд“, „Лидл“, „Билла“, „ЦБА“, „Т Маркет“, „Терамаркет“.
Интернет и телевизия в града се предлага от: А1, Виваком, Булсатком, Нетуоркс, Делта, Макс Телеком, ПСИТ, Абритуском и др.

### Транспорт
- градска линия 2 („Автогара“ – „ЖП гара“)
- градска линия 3 (“Балканфарма“ – жк „Орел“ – жп гара) (не съществува)
- градска линия 4А (не съществува)
- градска линия 5 („Автогара“ – жк „Орел“)
- градска линия 6 (за гробищния парк)
- градска линия 7 (не съществува)
- градска линия 8 (не съществува)

### Медии

#### Исторически медии

##### Преди 1944
- Разградските вестници и списания до 1944 г. са следните:
- „Съвременник“ с издател Д. Страшимиров 1889 – 1890;
- „Белий Лом“ с редактор П. Драгулев 1892 – 1893;
- „Разград“ – официален градски общински вестник 1894 – 1895;
- „Напредък“ – вестник за политика, обществени въпроси и литература с отг. Редактор Л. Хумбаджиев и редактор. П. Н.Даскалов 1898 – 1899;
- „Правда“ – орган на Народната партия, издаван от А. В. Изворов, 1899;
- „Хвърчащ лист“ – народен вестник с редактор С. Русев, адвокат) 1899;
- „Позив“ – орган на разградското Демократично бюро, издател Славчо Бабаджанов 1900 – 1901;
- „Народно стремление“ с редактор А. Изворов 1901.
- „Преглед“ независим обществен вестник с редактор Д. Георгиев
- „Разградски куриер“ 1901.
- „Седмичен куриер“ – 1901;
- „Разградски бюлетин“ – независим орган за обявления и реклами с издател Иван Матев. 1903;
- „Седмичен лист“ – безплатен вестник за съобщения и реклами, 1902 – 1903;
- „Съгласие“ 1903;
- „Разградски новини“ – независим обществен вестник с редактор Иван Свирачев 1904 – 1907;
- „Разградски реклами“ 1904;
- „Първи опит“ 1906;
- „България“ 1908 – 1909;
- „Гражданско съзнание“ – независим обшествен политически вестник, издател Илия Д. Кулов 1908 – 1914;
- „Зари“ 1908;
- „Струя“ 1909;
- „Хвърчащ лист“ 1909;
- „Млада България“ – обществен независим вестник на Д. П. Бъчваров 1910 – 1912;
- „Синьо знаме“ – седмичен обществен лист на народната партия 1912;
- „Целувка“ – хумористичен орган на целувачите в Разград 1913;
- „Нов живот“ – седмичен обществен лист с редактор Иван Свирачев 1913 – 1914;
- „Светлоструй“ – ученически литературен лист 1921;
- „Гражданин“ 1915;
- „Вести на Разградската градска община“ 1919;
- „Разградска камбана“ 1920 – 1921;
- „Deli Orman“ – орган на турското население в района 1922 – 1933;
- „Разградски общински вестник“ 1922 – 1923;
- „Разградско слово“ – седмичен независим вестник с редактор Григор Попов 1922 – 1944;
- „Светлоструй“ 1922;
- „Разградски глас“ – седмичен независим вестник с редактор адвокат Коста Ников 1923;
- „Право“ – вестник за информация, търговия и култура с главен редактор Д. Михайлов 1924;
- „Разградски ратник“ 1924;
- „Слънчогледи“ – литературен лист на ученическо дружество „Хр. Ботев“ при гимназията 1924;
- „Гражданско съзнание“ 1925;
- „Разградски новини“ 1925 – 1926;
- „Türk muallimer mekmu’asi“ 1925.
- „Кооперативен лист“ – орган на Популярната банка 1926 – 1937;
- „Самоборец“ 1926;
- „Türk spor gazeta“ с редактор Али Юсню 1926;
- „Dogru seda“ 1927;
- „Разградски новини“ – независим обществен вестник, 1927 – 1942;
- „Разградска поща“ 1928;
- „Рекламен лист“ 1928;
- „Рекламно огледало“ 1928;
- „Седмични новини“ 1930;
- „Kara deniz“ 1932 – 1941;
- „Дели – Орман“ – единичен лист 1933;
- „Фашистка трибуна“ – единичен лист 1934;
- „Дели – Орман“ единичен лист 1936;
- „Ученически подем“ – вестник за литературно творчество на учениците от разградската гимназия 1936 – 1940;
- „Дели – Орман“ – единичен лист 1938;
- „Лист на будителите“ – единичен лист 1938.
- „Разградски агитационен лист Развитие“ 1938, 1940 – 1941.

##### След 1944
- Вестници
  - Разградски народен глас – от 1946 до 1949, от 1956 до 1959 г.
  - Лудогорска правда от 1959 до 1971 г.
  - Ново Лудогорие от 1971 до 1988 г.
  - Възход от 1988 до 1990 г.
  - Гледища от 1990 г.
  - Екип 7
  - Лудогорски вестник
- Списания:
  - „Светулка“ – детско списание с редактори Пигулев и Марков;
  - „Развитие“ с редактор и издател А. В. Изворов 1902.
  - „Духовен живот“ с редактор свещеник А. Г. Попов 1914;
  - „Турско учителско списание“ – орган на Турския училищен съюз, редактира комитет 1925

#### Медии
Online издания
- Новини от Разград – Всеки ден актуални новини от Разград и страната

##### Вестници
- Екип 7, излиза три пъти в седмицата

- „Студентски РИТЪМ“, електронно месечно издание

##### Телевизизия и радио
- телевизия КИС 13
- радио „Радио N-JOY“
- радио „Радио Z-ROCK“
- радио „Darik“
- радио „Веселина“

### Здравеопазване
Обществените здравни грижи се осигуряват от многопрофилна болница за активно лечение – МБАЛ – Св. Иван Рилски. Разградската болница съществува от 1879 година. На болничното заведение е присъдена международна награда „Лидер по престиж и качество за 2007 г.“ 

## Образование и наука

### Висши училища
В града има филиал на Русенския университет. 

### Средни и основни училища
В Разград функционират 9 средни и 6 основни училища.
Средни училища
- ППМГ „Акад. Никола Обрешков“
- ПГПЧЕ „Екзарх Йосиф“
- ПТГ „Шандор Петьофи“
- ПГО „Станка Николица Спасо-Еленина“
- ПГССХВТ „Ангел Кънчев“
- ПГТС „Христо Смирненски“
- ПГИ „Робер Шуман“
- ПГХТБ „Мария Кюри“
- СOУ „Христо Ботев“

Основни училища
- ОУ „Васил Левски“
- ОУ „Никола Икономов“
- ОУ „Никола Йонков Вапцаров“
- ОУ „Отец Паисий“
- „Спортно училище“
- ОУ „Иван Сергеевич Тургенев“ Архив на оригинала от 2016-10-21 в Wayback Machine.

#### История на училищата
Османотурски училища в Разград има от 1553 г., когато е открито медресе от средна степен при джамията Ибрахим паша. Предназначено е било да подготвя имами, хатиби (проповедници), мюези (нисши служители, които привикват от минарето), четци на Корана.
Нисше училище мектебе е имало от 1642 г. при Челеби Мустафа джамиси. До Освобождението мектебетета се увеличили до четири. След 1878 г. в Разград имало три мектебета (начални училища на турски език) при дворовете на джамиите Искендер бей, Бехрам бей и Акджамиси.
Първото сведение за българско килийно училище в Разград е от 1667 г. Мъжко взаимно уилище се открива през 1487 г. от Никола Икономов – Жеравненеца. Девическо взаимно уилище има от 1849 г. Мъжко класно училище е открито през 1860 г. Девическо класно училище е разкрито през 1866 г. Всички училища са били в двора на църквата. Окръжна мъжка пълна гиманзия е достигната в 1895/96 г., когато най-после е разкрит 7 клас (сега 11-и). Пълната девическа гимазия е от учебната 1914/15 г.
Професионалните училища до 1944 г. са три: Държавно коларо-бъчварско училище от 1922 г.; Женско стопанско училище „Трудолюбие“ от 1927 г.; Държавно земеделско училище от 1940 г.

### Библиотеки и читалища
- Регионална библиотека „Проф. Боян Пенев“
- Читалище „Развитие“

## Култура и развлечение

### Театър и музика
Първото театрално представление е от 1878 г. – „Стоян войвода“. През 1905 г. се създава „Театрална дружина“ с ръководител Григор Попов. Разградски общински театър е създаден през 1922 г. с режисьор Неделчо Неделчев. Закрит е през 1944 г. През 1929 г. се провежда първата турска вечеринка с декламации, соло балет, дуети, гимнастически упражнения и пирамиди.
Разград е с големи музикални традиции. През 1879 г. официално е създаден църковен хор. През 1887 г. се формира първият оркестър в града под ръководството на Алексей Шулговски. От 1892 г. действа оркестър към читалище „Развитие“ с ръководител аптекаря Богдан Торчанов. Годината 1904 г. е важна със създаването на певческото дружество „Музикални струни“, което отначало е мъжко, а от 1907 е смесено. От 1909 г. дружеството има собствен оркестър. В 1910 г. певческото дружество прераства в музикално. През 1925 г. се създава и ученически оркестър. Освен това действа и военният оркестър на Разградския полк.

#### Драматичен театър „Антон Страшимиров“
Драматичен театър „Антон Страшимиров“ е създаден през 1947 като Общинска театрална трупа. През 1953 е наречен Народен театър при Общински народен съвет. Присъден му е статут на Държавен театър през 1957 г., който не е променян и остава Държавен репертоарен театър. Най-сериозните постановки и постижения, които са от особено значение за неговата история, са:
- „Орфей слиза в ада“, Тенеси Уилямс, 1964 – реж. Ст. Пенчев
- „Рози за доктор Шомов“, Драгомир Асенов, 1970 – Ю. Чаушев
- „Любовни булеварди“, Стефан Цанев, 1986 – реж. Б. Велчев
- „Вампир“, Антон Страшимиров, 1996 – реж. Христо Кръчмаров

Художествената политика на театъра е насочена към определен тип драматургия – класическа/съвременна, българска/чуждоезична. В програмата на театъра присъстват и представления от граничните жанрове в изпълнителските изкуства – танцов театър, физически театър, пърформанси и др. – театър с определен афинитет към българската драматургия съобразно спецификата на региона.
Театърът е гастролирал в чужбина: в Русия, Турция, Сърбия и Черна Гора. В театъра се провеждат и други мероприятия, като концерти, фестивали, конкурси и др.

#### Капански ансамбъл
Първите стъпки са направени през 1966 г. в Разград. Към Профсъюзния дом на културата с директор Петранка Дацкова-Луканчевска е изграден хор и оркестър за народни песни с диригент Райчо Василев и танцов състав с художествен ръководител Георги Стефанов, който през есента е заменен с Кънчо Върбанов. Новосъздаденият ансамбъл получава името „Капанци“, дошло от наименованието на етнографската група „капанци“, населяваща част от земите на Лудогорието. Специфичният музикален и танцов фолклор на капанците служи за основа при изграждане репертоара на състава.

#### Музикално дружество „Железни звуци“
Дружеството е създадено през 1904 година.

### Музеи
- Етнографски музей Разград
- Исторически музей Разград
- Къща музей на Станка и Никола Икономови
- Къща музей на Димитър Ненов
- Археологичен музей „Абритус“

### Галерии
- Художествена галерия „Илия Петров“
- Художествена галерия към Съюза на българските художници (СБХ)

### Редовни събития
- „Панаир на киселото мляко“, провежда се ежегодно през месец юли
- „Фестивал на народните традиции и художествените занаяти“, провежда се ежегодно през месец юли с участието на местни и международни фолклорни ансамбли и състави
- „Международен конкурс за млади пианисти „Димитър Ненов“
- „Национална рок фиеста“, провежда се ежегодно през месец септември от 1995 г. с участието на групи от цяла България
- „Национален фолклорен събор Лудогорие“, провежда се ежегодно с участието на местни и международни фолклорни ансамбли и състави в м. Пчелина, Разград

### Забележителности
- Археологически резерват „Абритус“
  - Един от стоте национални туристически обекта е Археологическият резерват „Абритус“. Адрес: бул. „Априлско въстание“ № 70, 08:00 – 17:30 ч.; неделя с предварителна заявка, има печат за Стоте национални туристически обекта, Български туристически съюз
- Мавзолей костница на руските воини, загинали за освобождението на Разград. Намира се в центъра на площад „Възраждане“; от 1967 г. e паметник на културата с национално значение. Костите на погребаните в разградските гробища руски воини са пренесени тук през 1978 г. Основният камък е положен на 1 март 1879 г. от княз Александър Дондуков-Корсаков, открит е на 14 октомври 1880 г. Мавзолеят е построен по проект на австрийския архитект Фридрих Грюнангер, по това време архитект на град Разград.

## Обществени дружества
- Разградско женско дружество „Майчина грижа“ от 1870 г.;
- Разградски Червен кръст – от 1885 г.;
- Ловно дружество „Сокол“ – от 1893 г.;
- Гимнастическо дружество „Делиормански юнак“ – от 1900 г.;
- Пчеларско дружество – от 1902 г.;
- Туристическо дружество „Буйна гора“ – от 1902 г.;
- Разградско колездачно дружество – от 1903 г.;
- Разградска дружба в София от 1906 г.
- Разградско археологическо дружество – с устав, утвърден от Министерството на народното просвещение със заповед No 712 от 22 февруари 1922 г.; [22]

## Спорт

### Футбол
Най-известният футболен клуб в града е ПФК Лудогорец 1945, който от сезон 2011 – 2012 г. се състезава в А футболна група.
По спомени на разградчаните Борис Захариев Николов и К. Арнаудов футболът в Разград има следната по-ранна история. Този спорт стъпва в Разград от 1916 г. Първата футболна топка в града от тази година е на К. Беков – син на офицер от 1-ви артилерийски полк. След това футболна топка в града внася Добри Тодоров Бояджиев – ученик в Роберт колеж в Цариград. Той дава и първите уроци по футбол на местните хлапаци. Постепенно младежите и учениците започват да разбират футбола и неговите правила. Оформя се футболен отбор, който е наречен „Ботев“. През 1919 г. в Русе има чужди окупационни войски. Между тях има и сенегалци. Сенегалците играели сравнително добър футбол и били поканени в Разград да изиграят един мач с местните футболисти. Разградският отбор бива победен, но сенегалският привкус не е горчив. Тогава разградчани започват да мислят по-сериозно за футболно дружество с устав, председател и съответна спортна екипировка.
През 1920 г. се основава официално първото футболно дружество „Ботев“ – Разград. Председател става споменатият Добри Бояджиев – един от най-добрите „солисти“ и централен нападател в отбора. Отборът на първо време играе с панталони. Рита се с катадевните обувки. Фланелките и късите гащета са буржоазна мечта. Отборът рита на колодрума. На тренировките се събират тълпи почитатели. В махалите се организират нови дружества от рода на: „Слава“, „Фортуна“, „Свткавица“, „Ориент“, „Бели Лом“, „Бенковски“, „Стрела“, „Свобода“, „Изгрев“, „Ив. Вазов“, „Шипченски сокол“. Има даже и „Нощен тим“. Всички те се създават спорадично, бурно и имат кратък живот. В тези клубове израстват други известни футболисти: Теньо и Митьо Стойкови, Веско и Мильо Димови, Любо и Драго жечеви, Дачето и Маньо Тихови и др. Разградчанинът К. Арнаудов в своите спомени пише, че първите носители на футболната игра в града са разградските ученици във Варненската мъжка гимназия Йордан Савов, Пеньо Михайлов и Добри Стоянов. Това става още в 1894 г. За същия автор, Добри Бояджиев носи футболната топка в града през 1915 г., а футболният тим „Ботев“ е създаден през 1918 г. В отбора са играели Стефан Малчев (Идеала), Марко Куцаров (първият вратар), Борис Зхариев, Никола Бояджиев, Григор Ръкаджиев, Крум Авджиев, Катерин Бъчваров, Димитър П. Бъчваров, Петко Башев и др.
През 1921 – 1923 г. към тях се добавят Йордан Първов, Цвятко Райчев, Асен Чолаков, Иван Сираков, Димитър Бояджиев, К. Динков, Цеко Чобанов и др. К. Арнаудов смята, че през 1920 г. е създаден СК „Бели Лом“. В него участват Стоян Хаджидобрев, Захари Захариев, Любен Цанков, Коста Илиев, Велизар Белчев, Никола Чифчиев, Боян Христов, Стефан Карастоянов, Димитър Гайдаров и др. Първоначално седалище на „ботевистите“ е бръснарницата на футболния фанатичен фен Ариф Абтулов. Тя се е намирала на ул. „Ив. Вазов“ до гимназията. След това клубът е преместен в дюкяна на Кеманларски на пресечката на сегашните улици „А. Кънчев“ и „Д. Благоев“. Тимът на „Ботев“ играе предимно в Русе, Шумен и Попово. За храната футболистите се грижат сами. Основен модел за добър футбол е този във Варна и по-точно в отбора на „Тича“, който има два състава.
През 30–те години на ХХ век се открояват следните футболисти: вратари Маврото и Велико Петното, защитници Сабака, Курдата и Токиша, нападатели Бъчвара, Мирко мамито, Тодито Кайкъна, Стефан Кръвта, Борето Мечката, Белинто Влади и др. Най-добри са Димитър Бъчваров (учил във Франция) и Токиша (Димитър Дюлгеров). Д. Бъчваров даже е бил викан и в националния отбор по футбол. През 40-те години на ХХ век се появява нова смяна футболисти: Пано Гоцето, Гято, Иван Бонев, Енчо Атанасов, Пърлана, Любо Тотото, Халача, Гецата Румънеца, Петър Тената, Черния Ачо, Боката.
След 1944 г. с появата на СК „Червено знаме“ и СК „ДНА“ се включва новото попълнение в лицата на: Тошо лейтенанта, Щуката (Инкьов), Друми Герата, Мишо, Пейо Стоянов, Живко и Росен Генчеви, Димчо Антонов, Бобито, Тодор Ненов, Любчо Проданов, Иван Изворов и Савата, който отбеляза гола на „Динамо“ (Москва).
Генерацията след тях се обогатява от Кольо Минев, Хамдито, Страхил, Чайката, Чапата, Харито, Галоша, Руси Матев, Кънчо Тодоров, Кръстьо Велев и др. по това време „Лудогорец“ играе в Б Републиканска футболна група и се състезава с втородивизионни отбори.
През 2011 г. „Лудогорец“ става първенец на Б група и влиза в А група. Като новак сред футболния елит става шампион на България през 2012 г. и повтаря успеха си неизменно, като става първият отбор, печелил титлата 11 години поред.

### Баскетбол
В България баскетболът получава някаква известност през 1916 – 1917 г. Интересно е, че той започва да се практикува първоначално от жени. През 1923 г. е София има две печатни издания за баскетбол: „Дамски баскетбол“ и „Официални правила за баскетбола“. През 1925 г. се създават първите мъжки отбори по баскетбол в България. Разградските жители по това време са увлечени по колоезденето, футбола, волейбола и хазената (хандбал). През 1937 – 1938 г. в разградската гимназия, учениците под ръководството на Борис Белчев (най-активният деятел на баскетбола в града за своето време) построяват първото баскетболно игрище в града. Размерите и структурата на игрището са взети от специализирано френско спортно издание. Игрището обаче не е достатъчно. Тогава ентусиазмът е насочен към волейбола и на споменатото игрище се играе повече този спорт. Освен това трудно се намират и баскетболни топки.
През 1943 – 1944 г. Пейо Стоянов (ученик в гимназията) донася по-голяма футболна топка, която се приспособява за баскетболната игра. Правилата са малко домашни – напр. с топката могат да се правят само четири крачки. Организира се училищно първенство, в което участват П. Стоянов, Р. Бозмаров, Н. Петков, С. Белчев и др. Изследователят на разградския баскетбол Н. Петков смята, че истинското начало на съвременния баскетбол поставя Руди Джераси, който учил в американски колеж в Истанбул. Това става през 1945 г. Там Джераси е играл по съвременни правила. През същата 1945 г. се създава представителен отбор, в който повечето участници са ученици: Борис Белчев, Атанас Перфанов, Симеон Белчев, Росен Чолаков, Здравко Паскалев, Георги Казанаклиев, Димитър Котларов, Йордан Еленски, Неделчо Петков, Георги Минков, Младен Бобев, Георги Камбуров. Тренировките са четири – пет пъти в седмицата. Тренира се на игрището на у-ще „В. Левски“, което е било на мястото на сегашната зала в двора му. Републиканско първенство по баскетбол няма. Тази игра в Северна България се играе по това време във Велико Търново, Варна, Плевен.
Първата официална среща на баскетболния отбор на Рзград е във Варна с отбора на „Тича – Владислав“. Разградчани губят с 19:61. През 1946 г. се организира официално първенство по баскетбол на Русенски окръг. Участват отборите на Русе, Силистра и Разград. Резултатите са Разград – Силистра 30:10 и Разград – Русе 60:19. През следващите години увлечението по баскетбола е масово. Разградският баскетболен отбор печели зоналното първенство в Русе и отива на финала във Велико Търново. За екипировката помага Петър Златев, един от деятелите на колоезденето в Разград. До 1950 г. отборът печели окръжните първенства на Русенски окръг. Освен специализирани тренировки се провеждат и лекоатлетически, съчетани с тласкане на гюле, хвърляне на диск и редовни кросове. Някои от състезателите по баскетбол са първенци и в леката атлетика – П. Ганчев на 800 м, Д. Попов на 100 м, М. Бобев на скок на височина е с постижение от 185 см (реп. рекорд по това време е 191 см). Баскетболистите редовно скачат на над 150 см височина, играят тенис на маса, футбол, карат ски, участват в масовите кросове. Голяма част от тях завършват висше образование. През 1948 г. в Разград е сформиран и първият девически отбор по баскетбол. Ученичките са от класа на Даринка Камбурова. Голяма помощ оказват директорите Васил Николов и Христо Радоев. Първите състезателки по баскетбол в Разград са: Пенка Петкова, Антонина Радева, Вярка Пенчева, Лилка Георгиева, Стефания Петрова, Виолета Петрова, Мария Димитрова, Хриска Николова, Пенка Муртазова, Веска Градинарова, Тинка Любенова, Златка Пенчева.
През 1949 г. отборът става окръжен първенец. 1951 г. разградските баскетболистки печелят и зоновото първенство. На републиканския зонов финал в Търново разградчанки са шести от осем участвали отбора. До началото на 60-те години на ХХ век се развива силно спортно съперничество между Разград и Русе. След като Разград става окръжен град, то баскетболният отбор на „Лудогорец“ е включен в Б Североизточна републиканска баскетболна група, което продължава доста години. Десетте най-добри баскетболисти мъже напр. за 1967 г. в Разград са Пламен Панчев, Богомир Стефанов, Георги Стефанов, Друми Друмев, Стоян Георгиев. Другият известни деятели на баскетбола в Разград са Владо Софрониев и за Росен Лицов, с голям принос за просперитета на играта в града. През 1985/86 г. баскетболният отбор на „Лудогорец“ играе в А баскетболна група на страната.

### Други спортове
- Популярен и развит спорт в града е борбата, известни местни олимпийски шампиони са Лютфи Ахмедов и Хасан Исаев. Местният спортен клуб е СКБ „Лютфи Ахмедов“. Клубът е един от най-успешните по свободна борба в страната. След 1998 г., отборът печели 198 медала, от които 70 златни, 50 сребърни и 78 бронзови.

- Шахматният клуб на града се нарича „Абритус“. Негови основатели са м.с. Зия Нухов, м.с. Росен Русев, к.м.с. Иво Владимиров, както и други лица, свързани с шахмата и дали своя принос за клуба. Понастоящем основни състезатели са Ивайло Енчев, Стелян Георгиев, Цветалин Иванов, Росен Тодоров, Владимир Великов и няколко доста перспективни млади шахматисти. Мъжкият отбор на клуба се представя много успешно през годините, като на няколко пъти е сред челните отбори в България. ШК „Абритус“ е сред значимите клубове в България за Българската федерация по шахмат.

- Друг спорт, активно развиван в Разград, е колоезденето. Изграденият през 80-те години на ХХ век колодрум е бил дом на активни състезатели. Градът е традиционно включван в един от етапите от ежегодния състезателен пробег на Колоездачната обиколка на България.

- Разград има съществени традиции и в състезанията по спортно ориентиране.

## Личности

### Родени в Разград
- Василе Лупу (1595 – 1661), молдавския княз
- Атанас Петков, български революционер от ВМОРО, четник на Петър Ацев[23]
- Джена (р. 1985) – българска певица
- Христо Бърдаров (1891 – 1917), български военен, загинал край Охрид
- Стоян Бъчваров (1879 – 1903), български революционер от ВМОРО
- Иван Ведър (1827 – 1898), смятан за основател на масонството в България
- Петър Габровски (1898 – 1945), политик, адвокат
- Никола Ганушев (1889 – 1958), живописец, професор
- Данаил Дечев (1891 – 1962), живописец, народен художник (посмъртно)
- Тодор Дечев, български общественик и просветен деец
- проф. Младен Генчев (р. 1916), химик
- Иванка Димитрова (1920 – 2002), драматична и филмова артистка
- Йордан Йорданов (1932 – 2013), цигулар и педагог, дългогодишен концертмайстор на Разградската филхармония
- проф. Иван Коев (1913 – 1994), етнограф
- арх Вера Коларова (1931 – 2010), реставратор, ИКОМОС
- Иван Куюмджиев (1880 – 1927), български революционер от ВМОРО и ВМРО
- Милена Моллова (р. 1940), пианистка и педагог
- Димитър Ненов (1901 – 1952), пианист, композитор, музикален педагог, архитект и общественик
- проф. дссн Ст. Ненов (р. 1933)
- Илия Петров (1903 – 1975), живописец, академик
- Емилия Попова (1893 – 1977), драматична артистка
- Михаил Д. Бояджиев, български революционер от ВМОРО, четник на Михаил Чаков[24]
- проф. дпн Пламен Радев (р. 1950)
- Рафи Рафиев (р. 1956), футболист
- проф. дмн Румяна Рахнева (р. 1936)
- Руси Русев (1900 – 1988), български литературен историк и критик
- Георги Сапов (1873 – ?), офицер и политик
- Влади Симеонов (1912 – 1990), диригент
- Стойчо Стоев (р. 1962), български футболист и треньор по футбол
- Антоний Хубанчев (р. 1936), философ и богослов
- проф. д-р Мария Цонева (р. 1924), медик, биолог
- Анани Явашов (1855 – 1934), просветен деец
- Иван Багрянов (1891 – 1944) министър-председател на България
- проф. д-р по психология Румяна Милкова (по баща Караджова, р. 1952)
- Иво Прокопиев – български предприемач
- Виктор Николаев – български телевизионен журналист
- Шукри Ахмедов – Европейски шампион от „София '78“ и сребърен медалист от първенството на континента „Бурса 77“, Носител на два бронзови медала от световни първенства – 1975 и 1977 г., Носител на Златния пояс „Дан Колов“ през 1978 г.
- Ива Митева (р. 1972) – Председател на Народното събрание

### Свързани с Разград
- Д-р Георги Наумов Бочев, български революционер от ВМРО-Протогеров, интерниран от София в Разград през 1935 г.[25]

## Други
На Разград е наречена улица в квартал „Красно село“ в София (Карта).